# Cuatro al día
Cuatro al día fue un magacín de actualidad emitido de lunes a viernes entre las 18:00 y las 20:00. El programa, producido por Unicorn Content y presentado en su última etapa por Verónica Dulanto y Fernando Díaz de la Guardia (José Luis Vidal en su sustitución), se emitió en Cuatro entre el 18 de febrero de 2019 y el 5 de abril de 2024.
El programa trataba los acontecimientos nacionales e internacionales más sobresalientes del día, los cuales eran de interés público, y analizaba dicha información. Así, Cuatro al día manejaba temas como política, deportes, sucesos, economía, denuncias, estilo de vida, cultura, reportajes, meteorología o crónica social, entre otros. De hecho, desde sus inicios hasta el 28 de enero de 2024, constituyó los servicios informativos del segundo canal de Mediaset España, durante la ausencia de Noticias Cuatro. Por ello, también contó durante esos años con una doble edición de fin de semana (a las 14:00 y a las 20:00), presentada por Marta Reyero y Roberto Arce, de corte informativo y bajo la producción de Agencia Atlas. Las ediciones del fin de semana contaron con 1.032 programas a lo largo de sus 516 días de emisión, mientras que el magacín diario ocupó 1.268 tardes a lo largo de seis temporadas.

## Historia
El 8 de enero de 2019, Mediaset España anunció que cesaría Noticias Cuatro el 17 de febrero, siendo el primer canal de televisión generalista español en eliminar sus informativos de la parrilla. Sin embargo, estos no serían eliminados, sino que, según Paolo Vasile – consejero delegado del grupo en aquel momento –, los informativos debían "evolucionar al ritmo que marcan los intereses del público", por lo que serían reformulados y los trabajadores de Noticias Cuatro serían reubicados en los espacios informativos de las cadenas, así como en la Agencia Atlas. De este modo, Cuatro preparó un programa de tarde con la productora Unicorn Content para cubrir sus servicios informativos, el cual iba a ser presentado en un principio por Samanta Villar, aunque finalmente su conducción recayó en Carme Chaparro y Santi Burgoa. El formato se estrenó el 18 de febrero de 2019 y, aparte, contó con ediciones informativas que sustituirían a Noticias Cuatro en el horario que estas ocupaban, incluyendo las ediciones de los fines de semana, siendo estas producidas por la Agencia Atlas y presentadas por Marta Reyero y Roberto Arce. Por su parte, el 19 de junio del mismo año, Santi Burgoa abandonó su labor en la presentación del formato.
Por otro lado, en verano de 2019, el programa realizó algunas modificaciones. Así, el magacín vespertino se dividió en dos bloques, mantenido en el primero de ellos los contenidos centrados en política, economía, crónica nacional e internacional, sucesos, etc., mientras que las novedades llegarían en el segundo. Este, denominado El chiringo, incluiría todo lo relacionado con las fiestas, tradiciones populares, destinos vacacionales, meteorología, estilo de vida, curiosidades, gastronomía o información sobre personalidades destacadas, entre otros aspectos, de la geografía española, todo ello desde un punto de vista más cercano a la calle y con conexiones en directo. Desde las 20:00 horas, el programa se centraría en la investigación y el debate.
El 28 de junio de 2019, Mediaset anunció la cancelación del espacio Cuatro al día a las 14h debido a las discretas audiencias que había cosechado hasta entonces. Sin embargo, el magacín vespertino y las ofertas del fin de semana continuaron en emisión.
Más tarde, el 24 de octubre de 2019, saltó la noticia de que Joaquín Prat pasaría a hacerse cargo del programa desde el 25 de noviembre. Este hecho supondría el adiós de Carme Chaparro que, tras 192 emisiones al frente del programa informativo, pasaría a presentar Mujeres al poder en Telecinco. Además, el programa se redujo al mero análisis de la información diaria con tertulias, debates, reportajes y conexiones en directo.
El 18 de julio de 2022, tras la marcha de Sonsoles Ónega del grupo Mediaset España, Joaquín Prat pasó a presentar Ya es mediodía en Telecinco. De este modo, Ana Terradillos se convirtió en la conductora de Cuatro al día hasta el 4 de agosto de 2023, ya que desde el 11 de septiembre llevaría las riendas de La mirada crítica en las mañanas de Telecinco, por lo que su labor en el formato vespertino fue llevada a cabo de manera temporal por Mónica Sanz.
De cara a la nueva temporada, desde el 11 de septiembre de 2023, Mónica Sanz continuó al frente del magacín formando un trío de presentadores junto a Verónica Dulanto y Fernando Díaz de la Guardia. Así, la primera de ellas se situaría a pie de pantalla para analizar y explicar a los espectadores las claves de las noticias de mayor interés en varios ámbitos (consumo, ahorro energético y en la cesta de la compra, el análisis de los fenómenos meteorológicos...) mientras que Fernando y Verónica se harían cargo de las secciones de política, economía y actualidad, siendo esta última la conductora en solitario del bloque de crónica social, llamado ahora Cuatro al lío. Asimismo, el programa dedicaría un espacio a los reportajes de investigación en la sección Al descubierto. Poco más de tres meses después, el 29 de diciembre, Mónica Sanz abandonó el programa para embarcarse en la nueva etapa de Noticias Cuatro, así como José Luis Vidal pasó a sustituir a Fernando Díaz de la Guardia desde el 2 de enero de 2024 debido a su baja por enfermedad.
El 29 de enero de 2024, Noticias Cuatro reanudó sus emisiones después de cinco años de interrupción. De este modo, Cuatro al día continuó únicamente con el magacín, de 18:00 a 20:00, y eliminó las ediciones de fin de semana que, tras 1 032 programas, serían sustituidas por los informativos, en los cuales se mantendrían Roberto Arce y Marta Reyero como presentadores. Poco más de dos meses después, el magacín diario también llegó a su fin, concretamente el 5 de abril, tras 1 268 emisiones. En su lugar, tres días después llegó Tiempo al tiempo, un magacín divulgativo también producido por Unicorn Content y conducido por Mario Picazo y por la presentadora de Cuatro al día en su última etapa, Verónica Dulanto.

## Equipo

### Dirección
- Pilar Cerisuelo (2019-2022)
- Miriam de las Heras (2019-2020)[21]
- Daniel Fernández (2022-2023)
- Irene Azcutia (2023-2024)

### Presentadores

#### Última etapa
| Presentador/a               | Información                             | Cuatro (canal de televisión) | Cuatro (canal de televisión) | Cuatro (canal de televisión) | Cuatro (canal de televisión) | Cuatro (canal de televisión) | Cuatro (canal de televisión) |
| Presentador/a               | Información                             | 2019                         | 2020                         | 2021                         | 2022                         | 2023                         | 2024                         |
| --------------------------- | --------------------------------------- | ---------------------------- | ---------------------------- | ---------------------------- | ---------------------------- | ---------------------------- | ---------------------------- |
| Verónica Dulanto            | Periodista y presentadora de televisión |                              |                              |                              |                              |                              |                              |
| Fernando Díaz de la Guardia | Periodista y presentador de televisión  |                              |                              |                              |                              |                              |                              |
| José Luis Vidal             | Periodista y presentador de televisión  |                              |                              |                              |                              |                              |                              |

     Presentador/a titular
     Presentador sustituto y copresentador

#### Anteriores
| Presentador/a   | Información                             | Cuatro (canal de televisión) | Cuatro (canal de televisión) | Cuatro (canal de televisión) | Cuatro (canal de televisión) | Cuatro (canal de televisión) | Cuatro (canal de televisión) |
| Presentador/a   | Información                             | 2019                         | 2020                         | 2021                         | 2022                         | 2023                         | 2024                         |
| --------------- | --------------------------------------- | ---------------------------- | ---------------------------- | ---------------------------- | ---------------------------- | ---------------------------- | ---------------------------- |
| Carme Chaparro  | Periodista y presentadora de televisión |                              |                              |                              |                              |                              |                              |
| Santi Burgoa    | Periodista y presentador de televisión  |                              |                              |                              |                              |                              |                              |
| Mónica Sanz     | Periodista y presentadora de televisión |                              |                              |                              |                              |                              |                              |
| Marta Reyero    | Periodista y presentadora de televisión |                              |                              |                              |                              |                              |                              |
| Roberto Arce    | Periodista y presentador de televisión  |                              |                              |                              |                              |                              |                              |
| Joaquín Prat    | Periodista y presentador de televisión  |                              |                              |                              |                              |                              |                              |
| Ana Terradillos | Periodista y presentadora de televisión |                              |                              |                              |                              |                              |                              |
| Miquel Valls    | Periodista y presentador de televisión  |                              |                              |                              |                              |                              |                              |

     Magacín diario
     Fin de semana
     Presentador/a sustituto y copresentador/a

### Colaboradores

#### Política
- Alán Barroso
- Carlos Cuesta
- Carmen Ro
- Cristina Fallarás
- Daniel Ramírez
- Esteban Urreiztieta
- Esther Esteban
- Esther Palomera
- Euprepio Padula
- Fernando Garea
- Gorka Landáburu
- Israel García Juez
- Jaime González
- Javier Casqueiro
- Javier Gállego
- Jesús Cintora
- José María Olmo
- Ketty Garat
- Malena Contestí
- Manuel Juliá
- Marta Nebot
- Miquel Ramos
- Nacho González

#### Actualidad y sucesos
- Alfonso Egea
- Ana Villarubia
- Carolina Castro
- Daniel Montero
- Lara Ferreiro
- Luis Rendueles
- Patricia Alcaraz
- Toni Castejón
- Vanesa Lozano
- Verónica Guerrero

#### Crónica social
| Colaborador/a            | Información               | Cuatro (canal de televisión) | Cuatro (canal de televisión) | Cuatro (canal de televisión) | Cuatro (canal de televisión) | Cuatro (canal de televisión) | Cuatro (canal de televisión) |
| Colaborador/a            | Información               | 2019                         | 2020                         | 2021                         | 2022                         | 2023                         | 2024                         |
| ------------------------ | ------------------------- | ---------------------------- | ---------------------------- | ---------------------------- | ---------------------------- | ---------------------------- | ---------------------------- |
| Saúl Ortiz               | Periodista                |                              |                              |                              |                              |                              |                              |
| Alejandro Entrambasaguas | Periodista                |                              |                              |                              |                              |                              |                              |
| Juan Luis Galiacho       | Periodista                |                              |                              |                              |                              |                              |                              |
| Isabel Rábago            | Periodista                |                              |                              |                              |                              |                              |                              |
| Aurelio Manzano          | Periodista                |                              |                              |                              |                              |                              |                              |
| Alexia Rivas             | Periodista                |                              |                              |                              |                              |                              |                              |
| Cecilia Gómez            | Actriz, bailaora y modelo |                              |                              |                              |                              |                              |                              |
| Susana Jurado            | Periodista                |                              |                              |                              |                              |                              |                              |

#### Anteriores
| Colaborador/a      | Información                                     | Cuatro (canal de televisión) | Cuatro (canal de televisión) | Cuatro (canal de televisión) | Cuatro (canal de televisión) | Cuatro (canal de televisión) | Cuatro (canal de televisión) |
| Colaborador/a      | Información                                     | 2019                         | 2020                         | 2021                         | 2022                         | 2023                         |                              |
| ------------------ | ----------------------------------------------- | ---------------------------- | ---------------------------- | ---------------------------- | ---------------------------- | ---------------------------- | ---------------------------- |
| Javier Ruiz        | Periodista                                      |                              |                              |                              |                              |                              |                              |
| Juan del Val       | Periodista y escritor                           |                              |                              |                              |                              |                              |                              |
| Marta Vaquerizo    | Cantante y componente de Nancys Rubias          |                              |                              |                              |                              |                              |                              |
| Adriana Abenia     | Presentadora de televisión                      |                              |                              |                              |                              |                              |                              |
| Mónica Martínez    | Periodista, modelo y presentadora de televisión |                              |                              |                              |                              |                              |                              |
| Mario Sandoval     | Chef                                            |                              |                              |                              |                              |                              |                              |
| Álvaro Berro       | Periodista                                      |                              |                              |                              |                              |                              |                              |
| Cristina Cifuentes | Política                                        |                              |                              |                              |                              |                              |                              |
| Ana Terradillos    | Periodista y presentadora de televisión         |                              |                              |                              |                              |                              |                              |
| Toñi Moreno        | Presentadora de televisión                      |                              |                              |                              |                              |                              |                              |
| Beatriz Jarrín     | Periodista                                      |                              |                              |                              |                              |                              |                              |
| Verónica Dulanto   | Periodista                                      |                              |                              |                              |                              |                              |                              |
| Boro Barber        | Periodista                                      |                              |                              |                              |                              |                              |                              |
| Santi Villas       | Periodista                                      |                              |                              |                              |                              |                              |                              |
| Frank Blanco       | Presentador de televisión y locutor             |                              |                              |                              |                              |                              |                              |
| Jota Abril         | Presentador de televisión y locutor             |                              |                              |                              |                              |                              |                              |
| Cristina Porta     | Periodista                                      |                              |                              |                              |                              |                              |                              |
| Paloma Barrientos  | Periodista                                      |                              |                              |                              |                              |                              |                              |
| Ángela Portero     | Periodista                                      |                              |                              |                              |                              |                              |                              |

### Reporteros
- Alejandro Rodríguez
- Manu Lajarín
- María López
- Carolina Pons
- Lidia Ruiz
- Carmen Chao
- Cristina Bravo
- Sara Bravo

### El Desmarque Cuatro (deportes)

#### De lunes a viernes
|                | Información                              | Cuatro (canal de televisión) | Cuatro (canal de televisión) | Cuatro (canal de televisión) | Cuatro (canal de televisión) | Cuatro (canal de televisión) | Cuatro (canal de televisión) | Programas                      |
| Año            |                                          | 2019                         | 2020                         | 2021                         | 2022                         | 2023                         | 2024                         | Programas                      |
| -------------- | ---------------------------------------- | ---------------------------- | ---------------------------- | ---------------------------- | ---------------------------- | ---------------------------- | ---------------------------- | ------------------------------ |
| Manu Carreño   | Presentador de televisión.               |                              |                              |                              |                              |                              |                              | Tarde                          |
| Kiko Narváez   | Exfutbolista.                            |                              |                              |                              |                              |                              |                              | Tarde                          |
| Nico Abad      | Periodista.                              |                              |                              |                              |                              |                              |                              | Noche                          |
| Sara Carbonero | Periodista y presentadora de televisión. |                              |                              |                              |                              |                              |                              | Sección semanal de entrevistas |
| Ricardo Reyes  | Periodista.                              |                              |                              |                              |                              |                              |                              | Noche                          |
| Lucía Taboada  | Periodista y escritora.                  |                              |                              |                              |                              |                              |                              | Mediodía                       |
| Luis García    | Presentador de televisión.               |                              |                              |                              |                              |                              |                              | Mediodía                       |

#### Fin de semana
|                  | Información                | Cuatro (canal de televisión) | Cuatro (canal de televisión) | Cuatro (canal de televisión) | Cuatro (canal de televisión) | Cuatro (canal de televisión) | Cuatro (canal de televisión) |
| Año              |                            | 2019                         | 2020                         | 2021                         | 2022                         | 2023                         | 2024                         |
| ---------------- | -------------------------- | ---------------------------- | ---------------------------- | ---------------------------- | ---------------------------- | ---------------------------- | ---------------------------- |
| Luis García      | Presentador de televisión. |                              |                              |                              |                              |                              |                              |
| Pablo Pinto      | Presentador de televisión. |                              |                              |                              |                              |                              |                              |
| Joseba Larrañaga | Periodista.                |                              |                              |                              |                              |                              |                              |

### El tiempo
|                  | Información                 | Cuatro (canal de televisión) | Cuatro (canal de televisión) | Cuatro (canal de televisión) | Cuatro (canal de televisión) | Cuatro (canal de televisión) | Cuatro (canal de televisión) |
| Año              |                             | 2019                         | 2020                         | 2021                         | 2022                         | 2023                         | 2024                         |
| ---------------- | --------------------------- | ---------------------------- | ---------------------------- | ---------------------------- | ---------------------------- | ---------------------------- | ---------------------------- |
| Flora González   | Presentadora de televisión. |                              |                              |                              |                              |                              |                              |
| Laura Madrueño   | Presentadora de televisión. |                              |                              |                              |                              |                              |                              |
| Rosemary Alker   | Presentadora de televisión. |                              |                              |                              |                              |                              |                              |
| Carmen Corazzini | Presentadora de televisión. |                              |                              |                              |                              |                              |                              |

## Temporadas y audiencias
| Temporada | Temporada | Programas | Estreno                  | Final                   | Audiencia media | Audiencia media | Audiencia media |
| Temporada | Temporada | Programas | Estreno                  | Final                   | Espectadores    | Cuota           |                 |
| --------- | --------- | --------- | ------------------------ | ----------------------- | --------------- | --------------- | --------------- |
|           | 1         | 133       | 18 de febrero de 2019    | 30 de agosto de 2019    | 256 000         | 2,7%            |                 |
|           | 2         | 241       | 2 de septiembre de 2019  | 31 de agosto de 2020    | 516 000         | 4,8%            |                 |
|           | 3         | 232       | 1 de septiembre de 2020  | 30 de agosto de 2021    | 568 000         | 5,7%            |                 |
|           | 4         | 245       | 1 de septiembre de 2021  | 2 de septiembre de 2022 | 501 000         | 5,7%            |                 |
|           | 5         | 250       | 5 de septiembre de 2022  | 8 de septiembre de 2023 | 374 000         | 4,6%            |                 |
|           | 6         | 134       | 11 de septiembre de 2023 | 5 de abril de 2024      | 334 000         | 4,0%            |                 |
|           | Media     | 1265      | 18 de febrero de 2019    | 5 de abril de 2024      | 425 000         | 4,6%            |                 |

### Temporada 1 (2019)
| 1   | 18 de febrero de 2019 | 248 000 (2,3%) |
| 2   | 19 de febrero de 2019 | 226 000 (2,2%) |
| 3   | 20 de febrero de 2019 | 231 000 (2,4%) |
| 4   | 21 de febrero de 2019 | 187 000 (1,8%) |
| 5   | 22 de febrero de 2019 | 228 000 (2,4%) |
| 6   | 25 de febrero de 2019 | 187 000 (1,9%) |
| 7   | 26 de febrero de 2019 | 224 000 (2,3%) |
| 8   | 27 de febrero de 2019 | 214 000 (2,1%) |
| 9   | 28 de febrero de 2019 | 191 000 (1,9%) |
| 10  | 1 de marzo de 2019    | 225 000 (2,3%) |
| 11  | 4 de marzo de 2019    | 221 000 (2,1%) |
| 12  | 5 de marzo de 2019    | 203 000 (1,9%) |
| 13  | 6 de marzo de 2019    | 242 000 (2,3%) |
| 14  | 7 de marzo de 2019    | 222 000 (2,2%) |
| 15  | 8 de marzo de 2019    | 197 000 (2,1%) |
| 16  | 11 de marzo de 2019   | 204 000 (2,1%) |
| 17  | 12 de marzo de 2019   | 198 000 (2,0%) |
| 18  | 13 de marzo de 2019   | 228 000 (2,3%) |
| 19  | 14 de marzo de 2019   | 278 000 (2,8%) |
| 20  | 15 de marzo de 2019   | 263 000 (2,8%) |
| 21  | 18 de marzo de 2019   | 274 000 (2,7%) |
| 22  | 19 de marzo de 2019   | 304 000 (2,8%) |
| 23  | 20 de marzo de 2019   | 248 000 (2,5%) |
| 24  | 21 de marzo de 2019   | 221 000 (2,4%) |
| 25  | 22 de marzo de 2019   | 231 000 (2,5%) |
| 26  | 25 de marzo de 2019   | 155 000 (1,6%) |
| 27  | 26 de marzo de 2019   | 194 000 (2,0%) |
| 28  | 27 de marzo de 2019   | 171 000 (1,8%) |
| 29  | 28 de marzo de 2019   | 176 000 (1,9%) |
| 30  | 29 de marzo de 2019   | 196 000 (2,1%) |
| 31  | 1 de abril de 2019    | 321 000 (3,4%) |
| 32  | 2 de abril de 2019    | 238 000 (2,5%) |
| 33  | 3 de abril de 2019    | 256 000 (2,6%) |
| 34  | 4 de abril de 2019    | 266 000 (2,8%) |
| 35  | 5 de abril de 2019    | 268 000 (2,5%) |
| 36  | 8 de abril de 2019    | 245 000 (2,5%) |
| 37  | 9 de abril de 2019    | 255 000 (2,6%) |
| 38  | 10 de abril de 2019   | 366 000 (3,8%) |
| 39  | 11 de abril de 2019   | 241 000 (2,6%) |
| 40  | 12 de abril de 2019   | 232 000 (2,5%) |
| 41  | 15 de abril de 2019   | 324 000 (3,3%) |
| 42  | 16 de abril de 2019   | 232 000 (2,6%) |
| 43  | 17 de abril de 2019   | 268 000 (2,8%) |
| 44  | 22 de abril de 2019   | 383 000 (3,5%) |
| 45  | 23 de abril de 2019   | 327 000 (3,1%) |
| 46  | 24 de abril de 2019   | 286 000 (2,8%) |
| 47  | 25 de abril de 2019   | 250 000 (2,6%) |
| 48  | 26 de abril de 2019   | 240 000 (2,6%) |
| 49  | 29 de abril de 2019   | 275 000 (3,0%) |
| 50  | 30 de abril de 2019   | 321 000 (3,7%) |
| 51  | 2 de mayo de 2019     | 262 000 (3,0%) |
| 52  | 3 de mayo de 2019     | 264 000 (2,8%) |
| 53  | 6 de mayo de 2019     | 222 000 (2,4%) |
| 54  | 7 de mayo de 2019     | 249 000 (2,8%) |
| 55  | 8 de mayo de 2019     | 202 000 (2,2%) |
| 56  | 9 de mayo de 2019     | 276 000 (2,9%) |
| 57  | 10 de mayo de 2019    | 292 000 (3,2%) |
| 58  | 13 de mayo de 2019    | 241 000 (2,7%) |
| 59  | 14 de mayo de 2019    | 301 000 (3,3%) |
| 60  | 15 de mayo de 2019    | 265 000 (2,9%) |
| 61  | 16 de mayo de 2019    | 253 000 (2,8%) |
| 62  | 17 de mayo de 2019    | 284 000 (2,8%) |
| 63  | 20 de mayo de 2019    | 263 000 (2,9%) |
| 64  | 21 de mayo de 2019    | 248 000 (2,8%) |
| 65  | 22 de mayo de 2019    | 239 000 (2,7%) |
| 66  | 23 de mayo de 2019    | 240 000 (2,6%) |
| 67  | 24 de mayo de 2019    | 328 000 (3,2%) |
| 68  | 27 de mayo de 2019    | 266 000 (2,8%) |
| 69  | 28 de mayo de 2019    | 238 000 (2,6%) |
| 70  | 29 de mayo de 2019    | 290 000 (3,2%) |
| 71  | 30 de mayo de 2019    | 231 000 (2,6%) |
| 72  | 31 de mayo de 2019    | 296 000 (3,3%) |
| 73  | 3 de junio de 2019    | 320 000 (3,4%) |
| 74  | 4 de junio de 2019    | 440 000 (3,7%) |
| 75  | 5 de junio de 2019    | 319 000 (3,6%) |
| 76  | 6 de junio de 2019    | 250 000 (2,7%) |
| 77  | 7 de junio de 2019    | 286 000 (3,2%) |
| 78  | 10 de junio de 2019   | 335 000 (3,4%) |
| 79  | 11 de junio de 2019   | 304 000 (3,1%) |
| 80  | 12 de junio de 2019   | 233 000 (2,5%) |
| 81  | 13 de junio de 2019   | 259 000 (2,6%) |
| 82  | 14 de junio de 2019   | 257 000 (2,9%) |
| 83  | 17 de junio de 2019   | 323 000 (3,1%) |
| 84  | 18 de junio de 2019   | 265 000 (2,6%) |
| 85  | 19 de junio de 2019   | 355 000 (3,5%) |
| 86  | 20 de junio de 2019   | 338 000 (3,4%) |
| 87  | 24 de junio de 2019   | 207 000 (2,0%) |
| 88  | 25 de junio de 2019   | 242 000 (2,7%) |
| 89  | 26 de junio de 2019   | 285 000 (3,2%) |
| 90  | 27 de junio de 2019   | 231 000 (2,4%) |
| 91  | 1 de julio de 2019    | 292 000 (3,1%) |
| 92  | 2 de julio de 2019    | 232 000 (2,5%) |
| 93  | 3 de julio de 2019    | 322 000 (3,6%) |
| 94  | 4 de julio de 2019    | 309 000 (3,5%) |
| 95  | 5 de julio de 2019    | 277 000 (3,1%) |
| 96  | 8 de julio de 2019    | 264 000 (2,8%) |
| 97  | 9 de julio de 2019    | 252 000 (2,9%) |
| 98  | 10 de julio de 2019   | 246 000 (2,8%) |
| 99  | 11 de julio de 2019   | 285 000 (3,1%) |
| 100 | 12 de julio de 2019   | 245 000 (2,8%) |
| 101 | 15 de julio de 2019   | 316 000 (3,5%) |
| 102 | 16 de julio de 2019   | 273 000 (3,2%) |
| 103 | 17 de julio de 2019   | 240 000 (2,7%) |
| 104 | 18 de julio de 2019   | 217 000 (2,5%) |
| 105 | 19 de julio de 2019   | 232 000 (2,7%) |
| 106 | 22 de julio de 2019   | 180 000 (2,0%) |
| 107 | 23 de julio de 2019   | 311 000 (3,5%) |
| 108 | 24 de julio de 2019   | 294 000 (3,4%) |
| 109 | 25 de julio de 2019   | 285 000 (3,2%) |
| 110 | 26 de julio de 2019   | 271 000 (2,7%) |
| 111 | 29 de julio de 2019   | 251 000 (2,9%) |
| 112 | 30 de julio de 2019   | 238 000 (2,7%) |
| 113 | 31 de julio de 2019   | 224 000 (2,5%) |
| 114 | 1 de agosto de 2019   | 234 000 (2,7%) |
| 115 | 2 de agosto de 2019   | 261 000 (3,0%) |
| 116 | 5 de agosto de 2019   | 247 000 (2,9%) |
| 117 | 6 de agosto de 2019   | 231 000 (2,7%) |
| 118 | 7 de agosto de 2019   | 204 000 (2,4%) |
| 119 | 8 de agosto de 2019   | 249 000 (3,0%) |
| 120 | 9 de agosto de 2019   | 229 000 (2,7%) |
| 121 | 12 de agosto de 2019  | 243 000 (2,9%) |
| 122 | 13 de agosto de 2019  | 209 000 (2,5%) |
| 123 | 14 de agosto de 2019  | 229 000 (2,8%) |
| 124 | 19 de agosto de 2019  | 248 000 (2,9%) |
| 125 | 20 de agosto de 2019  | 255 000 (3,0%) |
| 126 | 21 de agosto de 2019  | 260 000 (3,1%) |
| 127 | 22 de agosto de 2019  | 236 000 (2,8%) |
| 128 | 23 de agosto de 2019  | 252 000 (3,1%) |
| 129 | 26 de agosto de 2019  | 283 000 (3,2%) |
| 130 | 27 de agosto de 2019  | 264 000 (3,0%) |
| 131 | 28 de agosto de 2019  | 219 000 (2,6%) |
| 132 | 29 de agosto de 2019  | 209 000 (2,4%) |
| 133 | 30 de agosto de 2019  | 272 000 (3,1%) |

### Temporada 2 (2019-2020)
| 134 | 2 de septiembre de 2019  | 307 000 (3,5%) |
| 135 | 3 de septiembre de 2019  | 292 000 (3,6%) |
| 136 | 4 de septiembre de 2019  | 295 000 (3,4%) |
| 137 | 5 de septiembre de 2019  | 256 000 (3,0%) |
| 138 | 6 de septiembre de 2019  | 252 000 (3,0%) |
| 139 | 9 de septiembre de 2019  | 309 000 (3,3%) |
| 140 | 10 de septiembre de 2019 | 347 000 (3,7%) |
| 141 | 11 de septiembre de 2019 | 319 000 (3,5%) |
| 142 | 12 de septiembre de 2019 | 290 000 (3,0%) |
| 143 | 13 de septiembre de 2019 | 325 000 (3,3%) |
| 144 | 16 de septiembre de 2019 | 341 000 (3,9%) |
| 145 | 17 de septiembre de 2019 | 309 000 (3,6%) |
| 146 | 18 de septiembre de 2019 | 266 000 (3,1%) |
| 147 | 19 de septiembre de 2019 | 327 000 (3,9%) |
| 148 | 20 de septiembre de 2019 | 328 000 (3,8%) |
| 149 | 23 de septiembre de 2019 | 260 000 (2,9%) |
| 150 | 24 de septiembre de 2019 | 258 000 (3,0%) |
| 151 | 25 de septiembre de 2019 | 368 000 (4,3%) |
| 152 | 26 de septiembre de 2019 | 323 000 (3,9%) |
| 153 | 27 de septiembre de 2019 | 323 000 (3,7%) |
| 154 | 30 de septiembre de 2019 | 293 000 (3,2%) |
| 155 | 1 de octubre de 2019     | 271 000 (3,1%) |
| 156 | 2 de octubre de 2019     | 297 000 (3,4%) |
| 157 | 3 de octubre de 2019     | 299 000 (3,5%) |
| 158 | 4 de octubre de 2019     | 286 000 (3,3%) |
| 159 | 7 de octubre de 2019     | 216 000 (2,5%) |
| 160 | 8 de octubre de 2019     | 293 000 (3,5%) |
| 161 | 9 de octubre de 2019     | 287 000 (3,3%) |
| 162 | 10 de octubre de 2019    | 291 000 (3,4%) |
| 163 | 11 de octubre de 2019    | 291 000 (3,3%) |
| 164 | 14 de octubre de 2019    | 421 000 (4,2%) |
| 165 | 15 de octubre de 2019    | 396 000 (4,3%) |
| 166 | 16 de octubre de 2019    | 378 000 (4,1%) |
| 167 | 17 de octubre de 2019    | 343 000 (3,9%) |
| 168 | 18 de octubre de 2019    | 556 000 (5,6%) |
| 169 | 21 de octubre de 2019    | 354 000 (3,8%) |
| 170 | 22 de octubre de 2019    | 373 000 (3,8%) |
| 171 | 23 de octubre de 2019    | 387 000 (4,0%) |
| 172 | 24 de octubre de 2019    | 371 000 (4,0%) |
| 173 | 25 de octubre de 2019    | 331 000 (3,8%) |
| 174 | 28 de octubre de 2019    | 330 000 (3,6%) |
| 175 | 29 de octubre de 2019    | 319 000 (3,6%) |
| 176 | 30 de octubre de 2019    | 348 000 (3,9%) |
| 177 | 31 de octubre de 2019    | 246 000 (2,8%) |
| 178 | 4 de noviembre de 2019   | 464 000 (4,5%) |
| 179 | 5 de noviembre de 2019   | 413 000 (4,2%) |
| 180 | 6 de noviembre de 2019   | 375 000 (4,0%) |
| 181 | 7 de noviembre de 2019   | 355 000 (3,7%) |
| 182 | 8 de noviembre de 2019   | 406 000 (3,9%) |
| 183 | 11 de noviembre de 2019  | 399 000 (3,9%) |
| 184 | 12 de noviembre de 2019  | 433 000 (4,2%) |
| 185 | 13 de noviembre de 2019  | 405 000 (4,1%) |
| 186 | 14 de noviembre de 2019  | 427 000 (4,0%) |
| 187 | 15 de noviembre de 2019  | 377 000 (3,6%) |
| 188 | 18 de noviembre de 2019  | 386 000 (3,8%) |
| 189 | 20 de noviembre de 2019  | 439 000 (4,2%) |
| 190 | 21 de noviembre de 2019  | 410 000 (3,9%) |
| 191 | 22 de noviembre de 2019  | 404 000 (3,6%) |
| 192 | 25 de noviembre de 2019  | 346 000 (3,5%) |
| 193 | 26 de noviembre de 2019  | 387 000 (3,9%) |
| 194 | 27 de noviembre de 2019  | 432 000 (4,5%) |
| 195 | 28 de noviembre de 2019  | 369 000 (3,7%) |
| 196 | 29 de noviembre de 2019  | 342 000 (3,6%) |
| 197 | 2 de diciembre de 2019   | 369 000 (3,5%) |
| 198 | 3 de diciembre de 2019   | 399 000 (3,9%) |
| 199 | 4 de diciembre de 2019   | 385 000 (3,7%) |
| 200 | 5 de diciembre de 2019   | 371 000 (4,0%) |
| 201 | 9 de diciembre de 2019   | 460 000 (4,1%) |
| 202 | 10 de diciembre de 2019  | 304 000 (3,1%) |
| 203 | 11 de diciembre de 2019  | 415 000 (4,2%) |
| 204 | 12 de diciembre de 2019  | 389 000 (3,8%) |
| 205 | 13 de diciembre de 2019  | 358 000 (3,6%) |
| 206 | 16 de diciembre de 2019  | 366 000 (3,6%) |
| 207 | 17 de diciembre de 2019  | 326 000 (3,4%) |
| 208 | 19 de diciembre de 2019  | 406 000 (4,1%) |
| 209 | 20 de diciembre de 2019  | 378 000 (3,5%) |
| 210 | 23 de diciembre de 2019  | 296 000 (3,1%) |
| 211 | 26 de diciembre de 2019  | 314 000 (3,1%) |
| 212 | 27 de diciembre de 2019  | 298 000 (3,0%) |
| 213 | 30 de diciembre de 2019  | 360 000 (3,6%) |
| 214 | 2 de enero de 2020       | 385 000 (3,8%) |
| 215 | 3 de enero de 2020       | 340 000 (3,2%) |
| 216 | 7 de enero de 2020       | 427 000 (4,1%) |
| 217 | 8 de enero de 2020       | 387 000 (3,7%) |
| 218 | 9 de enero de 2020       | 326 000 (3,3%) |
| 219 | 10 de enero de 2020      | 397 000 (3,7%) |
| 220 | 13 de enero de 2020      | 375 000 (3,7%) |
| 221 | 14 de enero de 2020      | 352 000 (3,4%) |
| 222 | 15 de enero de 2020      | 277 000 (2,8%) |
| 223 | 16 de enero de 2020      | 392 000 (3,8%) |
| 224 | 17 de enero de 2020      | 294 000 (2,8%) |
| 225 | 20 de enero de 2020      | 436 000 (3,8%) |
| 226 | 21 de enero de 2020      | 422 000 (3,7%) |
| 227 | 22 de enero de 2020      | 473 000 (4,3%) |
| 228 | 23 de enero de 2020      | 454 000 (4,4%) |
| 229 | 24 de enero de 2020      | 440 000 (4,1%) |
| 230 | 27 de enero de 2020      | 423 000 (4,0%) |
| 231 | 28 de enero de 2020      | 340 000 (3,2%) |
| 232 | 29 de enero de 2020      | 427 000 (4,1%) |
| 233 | 30 de enero de 2020      | 427 000 (4,2%) |
| 234 | 31 de enero de 2020      | 329 000 (3,3%) |
| 235 | 3 de febrero de 2020     | 541 000 (5,6%) |
| 236 | 4 de febrero de 2020     | 382 000 (4,1%) |
| 237 | 5 de febrero de 2020     | 381 000 (4,0%) |
| 238 | 6 de febrero de 2020     | 297 000 (3,0%) |
| 239 | 7 de febrero de 2020     | 338 000 (3,4%) |
| 240 | 10 de febrero de 2020    | 288 000 (3,0%) |
| 241 | 11 de febrero de 2020    | 393 000 (4,1%) |
| 242 | 12 de febrero de 2020    | 320 000 (3,2%) |
| 243 | 13 de febrero de 2020    | 355 000 (3,7%) |
| 244 | 14 de febrero de 2020    | 382 000 (4,0%) |
| 245 | 17 de febrero de 2020    | 459 000 (4,6%) |
| 246 | 18 de febrero de 2020    | 354 000 (3,7%) |
| 247 | 19 de febrero de 2020    | 368 000 (4,0%) |
| 248 | 21 de febrero de 2020    | 337 000 (3,5%) |
| 249 | 24 de febrero de 2020    | 371 000 (3,9%) |
| 250 | 25 de febrero de 2020    | 419 000 (4,2%) |
| 251 | 26 de febrero de 2020    | 306 000 (3,2%) |
| 252 | 27 de febrero de 2020    | 364 000 (3,9%) |
| 253 | 28 de febrero de 2020    | 307 000 (3,3%) |
| 254 | 2 de marzo de 2020       | 400 000 (3,9%) |
| 255 | 3 de marzo de 2020       | 328 000 (3,4%) |
| 256 | 4 de marzo de 2020       | 354 000 (3,7%) |
| 257 | 5 de marzo de 2020       | 300 000 (3,1%) |
| 258 | 6 de marzo de 2020       | 352 000 (3,4%) |
| 259 | 9 de marzo de 2020       | 392 000 (4,1%) |
| 260 | 10 de marzo de 2020      | 486 000 (5,0%) |
| 261 | 11 de marzo de 2020      | 444 000 (4,6%) |
| 262 | 12 de marzo de 2020      | 495 000 (4,6%) |
| 263 | 13 de marzo de 2020      | 651 000 (5,2%) |
| 264 | 16 de marzo de 2020      | 814 000 (5,1%) |
| 265 | 17 de marzo de 2020      | 675 000 (4,4%) |
| 266 | 18 de marzo de 2020      | 633 000 (4,1%) |
| 267 | 19 de marzo de 2020      | 719 000 (4,6%) |
| 268 | 20 de marzo de 2020      | 794 000 (5,2%) |
| 269 | 23 de marzo de 2020      | 743 000 (4,8%) |
| 270 | 24 de marzo de 2020      | 745 000 (5,1%) |
| 271 | 25 de marzo de 2020      | 759 000 (5,0%) |
| 272 | 26 de marzo de 2020      | 674 000 (4,6%) |
| 273 | 27 de marzo de 2020      | 869 000 (5,6%) |
| 274 | 30 de marzo de 2020      | 786 000 (5,1%) |
| 275 | 31 de marzo de 2020      | 814 000 (5,4%) |
| 276 | 1 de abril de 2020       | 755 000 (5,2%) |
| 277 | 2 de abril de 2020       | 780 000 (5,3%) |
| 278 | 3 de abril de 2020       | 851 000 (6,0%) |
| 279 | 6 de abril de 2020       | 828 000 (5,6%) |
| 280 | 7 de abril de 2020       | 909 000 (6,4%) |
| 281 | 8 de abril de 2020       | 896 000 (6,4%) |
| 282 | 13 de abril de 2020      | 932 000 (6,6%) |
| 283 | 14 de abril de 2020      | 855 000 (6,4%) |
| 284 | 15 de abril de 2020      | 938 000 (6,7%) |
| 285 | 16 de abril de 2020      | 898 000 (6,5%) |
| 286 | 17 de abril de 2020      | 834 000 (6,0%) |
| 287 | 20 de abril de 2020      | 879 000 (6,5%) |
| 287 | 21 de abril de 2020      | 866 000 (6,2%) |
| 288 | 22 de abril de 2020      | 833 000 (6,3%) |
| 289 | 23 de abril de 2020      | 688 000 (5,4%) |
| 290 | 24 de abril de 2020      | 722 000 (5,6%) |
| 291 | 27 de abril de 2020      | 821 000 (6,1%) |
| 292 | 28 de abril de 2020      | 685 000 (5,0%) |
| 293 | 29 de abril de 2020      | 777 000 (6,0%) |
| 294 | 30 de abril de 2020      | 777 000 (5,9%) |
| 295 | 4 de mayo de 2020        | 758 000 (6,4%) |
| 296 | 5 de mayo de 2020        | 714 000 (6,1%) |
| 297 | 6 de mayo de 2020        | 766 000 (6,5%) |
| 298 | 7 de mayo de 2020        | 730 000 (6,2%) |
| 299 | 8 de mayo de 2020        | 881 000 (7,3%) |
| 300 | 11 de mayo de 2020       | 733 000 (6,4%) |
| 301 | 12 de mayo de 2020       | 706 000 (6,0%) |
| 302 | 13 de mayo de 2020       | 731 000 (6,2%) |
| 303 | 14 de mayo de 2020       | 773 000 (6,2%) |
| 304 | 15 de mayo de 2020       | 746 000 (5,8%) |
| 305 | 18 de mayo de 2020       | 669 000 (6,3%) |
| 306 | 19 de mayo de 2020       | 705 000 (6,7%) |
| 307 | 20 de mayo de 2020       | 670 000 (6,2%) |
| 308 | 21 de mayo de 2020       | 690 000 (6,4%) |
| 309 | 22 de mayo de 2020       | 723 000 (6,7%) |
| 310 | 25 de mayo de 2020       | 544 000 (5,3%) |
| 311 | 26 de mayo de 2020       | 649 000 (6,2%) |
| 312 | 27 de mayo de 2020       | 600 000 (6,0%) |
| 313 | 28 de mayo de 2020       | 626 000 (6,1%) |
| 314 | 29 de mayo de 2020       | 583 000 (5,6%) |
| 315 | 1 de junio de 2020       | 700 000 (6,5%) |
| 316 | 2 de junio de 2020       | 694 000 (6,7%) |
| 317 | 3 de junio de 2020       | 550 000 (5,3%) |
| 318 | 4 de junio de 2020       | 755 000 (6,9%) |
| 319 | 5 de junio de 2020       | 584 000 (5,8%) |
| 320 | 8 de junio de 2020       | 598 000 (5,8%) |
| 321 | 9 de junio de 2020       | 653 000 (6,4%) |
| 322 | 10 de junio de 2020      | 612 000 (6,3%) |
| 323 | 11 de junio de 2020      | 576 000 (5,6%) |
| 324 | 12 de junio de 2020      | 638 000 (6,1%) |
| 325 | 15 de junio de 2020      | 636 000 (6,5%) |
| 326 | 16 de junio de 2020      | 606 000 (6,0%) |
| 327 | 17 de junio de 2020      | 585 000 (6,1%) |
| 328 | 18 de junio de 2020      | 510 000 (5,4%) |
| 329 | 19 de junio de 2020      | 526 000 (5,6%) |
| 330 | 22 de junio de 2020      | 601 000 (6,2%) |
| 331 | 23 de junio de 2020      | 491 000 (5,0%) |
| 332 | 24 de junio de 2020      | 540 000 (5,3%) |
| 333 | 25 de junio de 2020      | 570 000 (6,0%) |
| 334 | 26 de junio de 2020      | 495 000 (5,3%) |
| 335 | 29 de junio de 2020      | 508 000 (5,3%) |
| 336 | 30 de junio de 2020      | 555 000 (5,9%) |
| 337 | 1 de julio de 2020       | 460 000 (4,9%) |
| 338 | 2 de julio de 2020       | 466 000 (5,1%) |
| 339 | 3 de julio de 2020       | 495 000 (5,6%) |
| 340 | 6 de julio de 2020       | 524 000 (5,5%) |
| 341 | 7 de julio de 2020       | 589 000 (6,5%) |
| 342 | 8 de julio de 2020       | 462 000 (5,1%) |
| 343 | 9 de julio de 2020       | 475 000 (5,4%) |
| 344 | 10 de julio de 2020      | 479 000 (5,4%) |
| 345 | 13 de julio de 2020      | 546 000 (5,7%) |
| 346 | 14 de julio de 2020      | 567 000 (6,3%) |
| 347 | 15 de julio de 2020      | 430 000 (4,8%) |
| 348 | 16 de julio de 2020      | 570 000 (6,0%) |
| 349 | 17 de julio de 2020      | 480 000 (5,4%) |
| 350 | 20 de julio de 2020      | 517 000 (5,5%) |
| 351 | 21 de julio de 2020      | 508 000 (5,8%) |
| 352 | 22 de julio de 2020      | 512 000 (5,6%) |
| 353 | 23 de julio de 2020      | 489 000 (5,3%) |
| 354 | 24 de julio de 2020      | 507 000 (5,5%) |
| 355 | 27 de julio de 2020      | 683 000 (7,4%) |
| 356 | 28 de julio de 2020      | 554 000 (6,1%) |
| 357 | 29 de julio de 2020      | 512 000 (5,6%) |
| 358 | 30 de julio de 2020      | 537 000 (5,6%) |
| 359 | 31 de julio de 2020      | 508 000 (5,5%) |
| 360 | 3 de agosto de 2020      | 558 000 (5,8%) |
| 361 | 4 de agosto de 2020      | 577 000 (6,4%) |
| 362 | 5 de agosto de 2020      | 477 000 (5,4%) |
| 363 | 6 de agosto de 2020      | 468 000 (5,2%) |
| 364 | 7 de agosto de 2020      | 480 000 (5,6%) |
| 365 | 10 de agosto de 2020     | 536 000 (5,8%) |
| 366 | 11 de agosto de 2020     | 563 000 (6,2%) |
| 367 | 12 de agosto de 2020     | 475 000 (5,4%) |
| 368 | 13 de agosto de 2020     | 463 000 (5,2%) |
| 369 | 14 de agosto de 2020     | 568 000 (6,5%) |
| 370 | 17 de agosto de 2020     | 503 000 (5,4%) |
| 371 | 18 de agosto de 2020     | 538 000 (5,9%) |
| 372 | 19 de agosto de 2020     | 476 000 (5,4%) |
| 373 | 20 de agosto de 2020     | 530 000 (5,9%) |
| 374 | 21 de agosto de 2020     | 473 000 (5,3%) |
| 375 | 24 de agosto de 2020     | 509 000 (5,7%) |
| 376 | 25 de agosto de 2020     | 517 000 (5,8%) |
| 377 | 26 de agosto de 2020     | 543 000 (5,9%) |
| 378 | 27 de agosto de 2020     | 452 000 (5,1%) |
| 379 | 28 de agosto de 2020     | 497 000 (5,4%) |
| 380 | 31 de agosto de 2020     | 428 000 (4,5%) |

### Temporada 3 (2020-2021)
| 381 | 1 de septiembre de 2020  | 563 000 (6,2%) |
| 382 | 2 de septiembre de 2020  | 535 000 (5,8%) |
| 383 | 3 de septiembre de 2020  | 599 000 (6,2%) |
| 384 | 4 de septiembre de 2020  | 478 000 (5,3%) |
| 385 | 7 de septiembre de 2020  | 581 000 (6,4%) |
| 386 | 8 de septiembre de 2020  | 512 000 (5,6%) |
| 387 | 9 de septiembre de 2020  | 495 000 (5,5%) |
| 388 | 10 de septiembre de 2020 | 522 000 (6,0%) |
| 389 | 11 de septiembre de 2020 | 433 000 (5,0%) |
| 390 | 14 de septiembre de 2020 | 456 000 (5,0%) |
| 391 | 15 de septiembre de 2020 | 518 000 (5,7%) |
| 392 | 16 de septiembre de 2020 | 474 000 (5,3%) |
| 393 | 17 de septiembre de 2020 | 568 000 (6,1%) |
| 394 | 18 de septiembre de 2020 | 563 000 (5,7%) |
| 395 | 21 de septiembre de 2020 | 480 000 (5,2%) |
| 396 | 22 de septiembre de 2020 | 567 000 (6,2%) |
| 397 | 23 de septiembre de 2020 | 550 000 (6,1%) |
| 398 | 24 de septiembre de 2020 | 542 000 (5,8%) |
| 399 | 25 de septiembre de 2020 | 582 000 (6,1%) |
| 400 | 28 de septiembre de 2020 | 493 000 (5,4%) |
| 401 | 29 de septiembre de 2020 | 461 000 (5,0%) |
| 402 | 30 de septiembre de 2020 | 498 000 (5,5%) |
| 403 | 1 de octubre de 2020     | 538 000 (5,7%) |
| 404 | 2 de octubre de 2020     | 512 000 (4,9%) |
| 405 | 5 de octubre de 2020     | 517 000 (5,4%) |
| 406 | 6 de octubre de 2020     | 497 000 (5,4%) |
| 407 | 7 de octubre de 2020     | 470 000 (5,1%) |
| 408 | 8 de octubre de 2020     | 637 000 (6,7%) |
| 409 | 9 de octubre de 2020     | 583 000 (6,2%) |
| 410 | 13 de octubre de 2020    | 615 000 (6,3%) |
| 411 | 14 de octubre de 2020    | 446 000 (4,7%) |
| 412 | 15 de octubre de 2020    | 528 000 (5,5%) |
| 413 | 16 de octubre de 2020    | 502 000 (5,0%) |
| 414 | 19 de octubre de 2020    | 506 000 (5,1%) |
| 415 | 20 de octubre de 2020    | 603 000 (5,5%) |
| 416 | 21 de octubre de 2020    | 470 000 (4,5%) |
| 417 | 22 de octubre de 2020    | 628 000 (5,9%) |
| 418 | 23 de octubre de 2020    | 569 000 (5,9%) |
| 419 | 26 de octubre de 2020    | 667 000 (6,2%) |
| 420 | 27 de octubre de 2020    | 706 000 (6,5%) |
| 421 | 28 de octubre de 2020    | 705 000 (6,6%) |
| 422 | 29 de octubre de 2020    | 637 000 (6,3%) |
| 423 | 30 de octubre de 2020    | 709 000 (6,7%) |
| 424 | 2 de noviembre de 2020   | 692 000 (5,9%) |
| 425 | 3 de noviembre de 2020   | 606 000 (5,2%) |
| 426 | 4 de noviembre de 2020   | 640 000 (5,4%) |
| 427 | 5 de noviembre de 2020   | 615 000 (5,3%) |
| 428 | 6 de noviembre de 2020   | 690 000 (6,0%) |
| 429 | 9 de noviembre de 2020   | 743 000 (6,6%) |
| 430 | 10 de noviembre de 2020  | 560 000 (5,2%) |
| 431 | 11 de noviembre de 2020  | 649 000 (5,8%) |
| 432 | 12 de noviembre de 2020  | 614 000 (5,8%) |
| 433 | 13 de noviembre de 2020  | 569 000 (5,1%) |
| 434 | 16 de noviembre de 2020  | 606 000 (5,5%) |
| 435 | 17 de noviembre de 2020  | 566 000 (5,5%) |
| 436 | 18 de noviembre de 2020  | 565 000 (5,1%) |
| 437 | 19 de noviembre de 2020  | 588 000 (5,4%) |
| 438 | 20 de noviembre de 2020  | 547 000 (5,0%) |
| 439 | 23 de noviembre de 2020  | 621 000 (5,5%) |
| 440 | 24 de noviembre de 2020  | 543 000 (4,9%) |
| 441 | 25 de noviembre de 2020  | 530 000 (4,6%) |
| 442 | 26 de noviembre de 2020  | 525 000 (4,5%) |
| 443 | 27 de noviembre de 2020  | 745 000 (6,3%) |
| 444 | 30 de noviembre de 2020  | 523 000 (4,6%) |
| 445 | 1 de diciembre de 2020   | 533 000 (4,8%) |
| 446 | 2 de diciembre de 2020   | 642 000 (5,7%) |
| 447 | 3 de diciembre de 2020   | 631 000 (5,7%) |
| 448 | 4 de diciembre de 2020   | 610 000 (5,1%) |
| 449 | 7 de diciembre de 2020   | 698 000 (5,5%) |
| 450 | 9 de diciembre de 2020   | 652 000 (5,8%) |
| 451 | 10 de diciembre de 2020  | 600 000 (5,3%) |
| 452 | 11 de diciembre de 2020  | 553 000 (4,8%) |
| 453 | 14 de diciembre de 2020  | 559 000 (5,1%) |
| 454 | 15 de diciembre de 2020  | 598 000 (5,7%) |
| 455 | 16 de diciembre de 2020  | 692 000 (6,5%) |
| 456 | 17 de diciembre de 2020  | 588 000 (5,8%) |
| 457 | 18 de diciembre de 2020  | 586 000 (5,3%) |
| 458 | 21 de diciembre de 2020  | 592 000 (5,5%) |
| 459 | 22 de diciembre de 2020  | 551 000 (5,1%) |
| 460 | 23 de diciembre de 2020  | 540 000 (5,1%) |
| 461 | 28 de diciembre de 2020  | 642 000 (5,2%) |
| 462 | 29 de diciembre de 2020  | 566 000 (4,7%) |
| 463 | 30 de diciembre de 2020  | 522 000 (4,5%) |
| 464 | 4 de enero de 2021       | 707 000 (5,9%) |
| 465 | 5 de enero de 2021       | 741 000 (6,4%) |
| 466 | 7 de enero de 2021       | 795 000 (6,1%) |
| 467 | 8 de enero de 2021       | 893 000 (6,6%) |
| 468 | 11 de enero de 2021      | 680 000 (5,5%) |
| 469 | 12 de enero de 2021      | 664 000 (5,6%) |
| 470 | 13 de enero de 2021      | 679 000 (5,7%) |
| 471 | 14 de enero de 2021      | 611 000 (5,1%) |
| 472 | 15 de enero de 2021      | 659 000 (5,4%) |
| 473 | 18 de enero de 2021      | 696 000 (5,8%) |
| 474 | 19 de enero de 2021      | 657 000 (5,4%) |
| 475 | 20 de enero de 2021      | 734 000 (5,5%) |
| 476 | 21 de enero de 2021      | 707 000 (5,6%) |
| 477 | 22 de enero de 2021      | 804 000 (6,3%) |
| 478 | 25 de enero de 2021      | 693 000 (5,5%) |
| 479 | 26 de enero de 2021      | 668 000 (5,6%) |
| 480 | 27 de enero de 2021      | 693 000 (5,9%) |
| 481 | 28 de enero de 2021      | 644 000 (5,7%) |
| 482 | 29 de enero de 2021      | 729 000 (6,2%) |
| 483 | 1 de febrero de 2021     | 719 000 (6,0%) |
| 484 | 2 de febrero de 2021     | 652 000 (5,6%) |
| 485 | 3 de febrero de 2021     | 623 000 (5,4%) |
| 486 | 4 de febrero de 2021     | 699 000 (5,9%) |
| 487 | 5 de febrero de 2021     | 617 000 (5,2%) |
| 488 | 8 de febrero de 2021     | 609 000 (5,1%) |
| 489 | 9 de febrero de 2021     | 675 000 (5,5%) |
| 490 | 10 de febrero de 2021    | 592 000 (5,1%) |
| 491 | 11 de febrero de 2021    | 628 000 (5,6%) |
| 492 | 12 de febrero de 2021    | 566 000 (5,0%) |
| 493 | 15 de febrero de 2021    | 556 000 (5,0%) |
| 494 | 16 de febrero de 2021    | 552 000 (5,0%) |
| 495 | 17 de febrero de 2021    | 526 000 (4,8%) |
| 496 | 18 de febrero de 2021    | 609 000 (5,6%) |
| 497 | 19 de febrero de 2021    | 627 000 (5,7%) |
| 498 | 22 de febrero de 2021    | 573 000 (5,1%) |
| 499 | 23 de febrero de 2021    | 538 000 (5,0%) |
| 500 | 24 de febrero de 2021    | 541 000 (5,1%) |
| 501 | 25 de febrero de 2021    | 520 000 (4,8%) |
| 502 | 26 de febrero de 2021    | 529 000 (5,1%) |
| 503 | 1 de marzo de 2021       | 596 000 (5,2%) |
| 504 | 2 de marzo de 2021       | 570 000 (5,5%) |
| 505 | 3 de marzo de 2021       | 607 000 (5,8%) |
| 506 | 4 de marzo de 2021       | 543 000 (5,2%) |
| 507 | 5 de marzo de 2021       | 507 000 (4,9%) |
| 508 | 8 de marzo de 2021       | 602 000 (5,4%) |
| 509 | 9 de marzo de 2021       | 560 000 (5,3%) |
| 510 | 10 de marzo de 2021      | 554 000 (5,3%) |
| 511 | 11 de marzo de 2021      | 544 000 (5,3%) |
| 512 | 12 de marzo de 2021      | 502 000 (5,0%) |
| 513 | 15 de marzo de 2021      | 584 000 (5,7%) |
| 514 | 16 de marzo de 2021      | 476 000 (4,8%) |
| 515 | 17 de marzo de 2021      | 483 000 (4,8%) |
| 516 | 18 de marzo de 2021      | 526 000 (5,0%) |
| 517 | 19 de marzo de 2021      | 552 000 (4,6%) |
| 518 | 22 de marzo de 2021      | 480 000 (4,6%) |
| 519 | 23 de marzo de 2021      | 432 000 (4,4%) |
| 520 | 25 de marzo de 2021      | 477 000 (4,9%) |
| 521 | 26 de marzo de 2021      | 550 000 (5,6%) |
| 522 | 29 de marzo de 2021      | 493 000 (5,0%) |
| 523 | 30 de marzo de 2021      | 449 000 (4,7%) |
| 524 | 31 de marzo de 2021      | 449 000 (4,9%) |
| 525 | 1 de abril de 2021       | 495 000 (4,8%) |
| 526 | 5 de abril de 2021       | 515 000 (5,2%) |
| 527 | 6 de abril de 2021       | 401 000 (4,1%) |
| 528 | 7 de abril de 2021       | 499 000 (5,1%) |
| 529 | 8 de abril de 2021       | 530 000 (5,5%) |
| 530 | 9 de abril de 2021       | 536 000 (5,1%) |
| 531 | 12 de abril de 2021      | 470 000 (4,9%) |
| 532 | 13 de abril de 2021      | 518 000 (5,1%) |
| 533 | 14 de abril de 2021      | 508 000 (5,1%) |
| 534 | 15 de abril de 2021      | 520 000 (5,2%) |
| 535 | 16 de abril de 2021      | 512 000 (5,2%) |
| 536 | 19 de abril de 2021      | 460 000 (4,8%) |
| 537 | 20 de abril de 2021      | 483 000 (4,8%) |
| 538 | 21 de abril de 2021      | 488 000 (4,7%) |
| 539 | 22 de abril de 2021      | 468 000 (4,7%) |
| 540 | 23 de abril de 2021      | 489 000 (5,3%) |
| 541 | 26 de abril de 2021      | 608 000 (6,0%) |
| 542 | 27 de abril de 2021      | 493 000 (5,0%) |
| 543 | 28 de abril de 2021      | 512 000 (5,2%) |
| 544 | 29 de abril de 2021      | 466 000 (4,7%) |
| 545 | 30 de abril de 2021      | 515 000 (5,5%) |
| 546 | 3 de mayo de 2021        | 580 000 (5,8%) |
| 547 | 4 de mayo de 2021        | 485 000 (5,2%) |
| 548 | 5 de mayo de 2021        | 488 000 (5,5%) |
| 549 | 6 de mayo de 2021        | 460 000 (5,1%) |
| 550 | 7 de mayo de 2021        | 493 000 (5,7%) |
| 551 | 10 de mayo de 2021       | 556 000 (5,6%) |
| 551 | 11 de mayo de 2021       | 509 000 (5,3%) |
| 552 | 12 de mayo de 2021       | 507 000 (5,6%) |
| 553 | 13 de mayo de 2021       | 485 000 (5,1%) |
| 554 | 14 de mayo de 2021       | 495 000 (5,5%) |
| 555 | 17 de mayo de 2021       | 457 000 (5,0%) |
| 556 | 18 de mayo de 2021       | 673 000 (7,3%) |
| 557 | 19 de mayo de 2021       | 544 000 (5,9%) |
| 558 | 20 de mayo de 2021       | 477 000 (5,3%) |
| 559 | 21 de mayo de 2021       | 437 000 (4,9%) |
| 560 | 24 de mayo de 2021       | 513 000 (5,5%) |
| 561 | 25 de mayo de 2021       | 494 000 (5,6%) |
| 562 | 26 de mayo de 2021       | 480 000 (5,4%) |
| 563 | 27 de mayo de 2021       | 488 000 (5,3%) |
| 564 | 28 de mayo de 2021       | 478 000 (5,5%) |
| 565 | 1 de junio de 2021       | 520 000 (5,7%) |
| 566 | 2 de junio de 2021       | 447 000 (5,2%) |
| 567 | 4 de junio de 2021       | 431 000 (5,1%) |
| 568 | 7 de junio de 2021       | 484 000 (4,5%) |
| 569 | 8 de junio de 2021       | 434 000 (5,1%) |
| 570 | 9 de junio de 2021       | 435 000 (5,1%) |
| 571 | 10 de junio de 2021      | 423 000 (5,1%) |
| 572 | 11 de junio de 2021      | 538 000 (6,1%) |
| 573 | 21 de junio de 2021      | 610 000 (5,6%) |
| 574 | 22 de junio de 2021      | 480 000 (5,5%) |
| 575 | 23 de junio de 2021      | 571 000 (5,0%) |
| 576 | 24 de junio de 2021      | 549 000 (5,3%) |
| 577 | 25 de junio de 2021      | 519 000 (6,3%) |
| 578 | 28 de junio de 2021      | 482 000 (4,0%) |
| 579 | 30 de junio de 2021      | 491 000 (5,9%) |
| 580 | 1 de julio de 2021       | 473 000 (5,7%) |
| 581 | 2 de julio de 2021       | 435 000 (3,6%) |
| 582 | 5 de julio de 2021       | 472 000 (5,5%) |
| 583 | 6 de julio de 2021       | 615 000 (7,0%) |
| 584 | 7 de julio de 2021       | 513 000 (6,0%) |
| 585 | 8 de julio de 2021       | 510 000 (5,8%) |
| 586 | 9 de julio de 2021       | 522 000 (6,1%) |
| 587 | 12 de julio de 2021      | 525 000 (5,7%) |
| 588 | 13 de julio de 2021      | 611 000 (7,1%) |
| 589 | 14 de julio de 2021      | 568 000 (6,7%) |
| 590 | 15 de julio de 2021      | 541 000 (6,4%) |
| 591 | 16 de julio de 2021      | 486 000 (5,8%) |
| 592 | 19 de julio de 2021      | 513 000 (6,1%) |
| 593 | 20 de julio de 2021      | 517 000 (6,2%) |
| 594 | 21 de julio de 2021      | 512 000 (6,1%) |
| 595 | 22 de julio de 2021      | 380 000 (4,5%) |
| 596 | 23 de julio de 2021      | 483 000 (5,7%) |
| 597 | 26 de julio de 2021      | 497 000 (5,6%) |
| 598 | 27 de julio de 2021      | 447 000 (5,2%) |
| 599 | 28 de julio de 2021      | 490 000 (5,9%) |
| 600 | 29 de julio de 2021      | 489 000 (5,8%) |
| 601 | 30 de julio de 2021      | 501 000 (6,0%) |
| 602 | 2 de agosto de 2021      | 387 000 (4,5%) |
| 603 | 3 de agosto de 2021      | 396 000 (4,9%) |
| 604 | 4 de agosto de 2021      | 430 000 (5,1%) |
| 605 | 5 de agosto de 2021      | 432 000 (5,1%) |
| 606 | 6 de agosto de 2021      | 457 000 (5,7%) |
| 607 | 9 de agosto de 2021      | 399 000 (4,9%) |
| 608 | 10 de agosto de 2021     | 390 000 (4,7%) |
| 609 | 11 de agosto de 2021     | 375 000 (4,6%) |
| 610 | 12 de agosto de 2021     | 388 000 (4,6%) |
| 611 | 13 de agosto de 2021     | 361 000 (4,4%) |
| 612 | 16 de agosto de 2021     | 425 000 (4,8%) |
| 613 | 17 de agosto de 2021     | 370 000 (4,5%) |
| 614 | 18 de agosto de 2021     | 391 000 (4,6%) |
| 615 | 19 de agosto de 2021     | 419 000 (4,9%) |
| 616 | 20 de agosto de 2021     | 411 000 (5,0%) |
| 617 | 23 de agosto de 2021     | 390 000 (4,7%) |
| 618 | 24 de agosto de 2021     | 419 000 (5,1%) |
| 619 | 25 de agosto de 2021     | 396 000 (4,8%) |
| 620 | 26 de agosto de 2021     | 485 000 (5,7%) |
| 621 | 27 de agosto de 2021     | 399 000 (5,0%) |
| 622 | 30 de agosto de 2021     | 464 000 (5,3%) |
| 623 | 31 de agosto de 2021     | 383 000 (4,5%) |

### Temporada 4 (2021-2022)
| 624 | 1 de septiembre de 2021  | 532 000 (5,9%) |
| 625 | 2 de septiembre de 2021  | 426 000 (4,9%) |
| 626 | 3 de septiembre de 2021  | 308 000 (3,8%) |
| 627 | 6 de septiembre de 2021  | 464 000 (5,3%) |
| 628 | 7 de septiembre de 2021  | 398 000 (4,7%) |
| 629 | 8 de septiembre de 2021  | 426 000 (5,0%) |
| 630 | 9 de septiembre de 2021  | 382 000 (4,6%) |
| 631 | 10 de septiembre de 2021 | 385 000 (4,6%) |
| 632 | 13 de septiembre de 2021 | 474 000 (5,4%) |
| 633 | 14 de septiembre de 2021 | 453 000 (5,0%) |
| 634 | 15 de septiembre de 2021 | 438 000 (5,1%) |
| 635 | 16 de septiembre de 2021 | 435 000 (5,1%) |
| 636 | 17 de septiembre de 2021 | 406 000 (5,0%) |
| 637 | 20 de septiembre de 2021 | 721 000 (7,8%) |
| 638 | 21 de septiembre de 2021 | 666 000 (7,5%) |
| 639 | 22 de septiembre de 2021 | 697 000 (7,8%) |
| 640 | 23 de septiembre de 2021 | 562 000 (6,4%) |
| 641 | 24 de septiembre de 2021 | 576 000 (6,6%) |
| 642 | 27 de septiembre de 2021 | 589 000 (6,8%) |
| 643 | 28 de septiembre de 2021 | 624 000 (7,3%) |
| 644 | 29 de septiembre de 2021 | 482 000 (5,6%) |
| 645 | 30 de septiembre de 2021 | 553 000 (6,6%) |
| 646 | 1 de octubre de 2021     | 519 000 (6,1%) |
| 647 | 4 de octubre de 2021     | 500 000 (5,8%) |
| 648 | 5 de octubre de 2021     | 492 000 (5,9%) |
| 649 | 6 de octubre de 2021     | 493 000 (6,0%) |
| 650 | 7 de octubre de 2021     | 465 000 (5,8%) |
| 651 | 8 de octubre de 2021     | 363 000 (4,6%) |
| 652 | 11 de octubre de 2021    | 455 000 (5,4%) |
| 653 | 13 de octubre de 2021    | 415 000 (4,9%) |
| 654 | 14 de octubre de 2021    | 432 000 (5,3%) |
| 655 | 15 de octubre de 2021    | 472 000 (5,7%) |
| 656 | 18 de octubre de 2021    | 411 000 (4,9%) |
| 657 | 19 de octubre de 2021    | 433 000 (5,1%) |
| 658 | 20 de octubre de 2021    | 417 000 (4,7%) |
| 659 | 21 de octubre de 2021    | 402 000 (4,9%) |
| 660 | 22 de octubre de 2021    | 528 000 (5,8%) |
| 661 | 25 de octubre de 2021    | 434 000 (5,0%) |
| 662 | 26 de octubre de 2021    | 468 000 (5,5%) |
| 663 | 27 de octubre de 2021    | 411 000 (4,6%) |
| 664 | 28 de octubre de 2021    | 453 000 (5,2%) |
| 665 | 29 de octubre de 2021    | 565 000 (6,0%) |
| 666 | 2 de noviembre de 2021   | 520 000 (5,4%) |
| 667 | 3 de noviembre de 2021   | 509 000 (5,2%) |
| 668 | 4 de noviembre de 2021   | 588 000 (6,1%) |
| 669 | 5 de noviembre de 2021   | 505 000 (5,2%) |
| 670 | 8 de noviembre de 2021   | 552 000 (5,7%) |
| 671 | 9 de noviembre de 2021   | 497 000 (5,2%) |
| 672 | 10 de noviembre de 2021  | 563 000 (5,8%) |
| 673 | 11 de noviembre de 2021  | 525 000 (5,5%) |
| 674 | 12 de noviembre de 2021  | 551 000 (5,7%) |
| 675 | 15 de noviembre de 2021  | 598 000 (6,1%) |
| 676 | 16 de noviembre de 2021  | 563 000 (5,8%) |
| 677 | 17 de noviembre de 2021  | 578 000 (5,8%) |
| 678 | 18 de noviembre de 2021  | 548 000 (5,7%) |
| 679 | 19 de noviembre de 2021  | 564 000 (5,7%) |
| 680 | 22 de noviembre de 2021  | 634 000 (5,9%) |
| 681 | 23 de noviembre de 2021  | 583 000 (5,6%) |
| 682 | 24 de noviembre de 2021  | 654 000 (6,2%) |
| 683 | 25 de noviembre de 2021  | 612 000 (5,9%) |
| 684 | 26 de noviembre de 2021  | 565 000 (5,6%) |
| 685 | 29 de noviembre de 2021  | 607 000 (5,8%) |
| 686 | 30 de noviembre de 2021  | 533 000 (5,4%) |
| 687 | 1 de diciembre de 2021   | 652 000 (6,7%) |
| 688 | 2 de diciembre de 2021   | 546 000 (5,9%) |
| 689 | 3 de diciembre de 2021   | 491 000 (5,0%) |
| 690 | 7 de diciembre de 2021   | 475 000 (4,6%) |
| 691 | 9 de diciembre de 2021   | 494 000 (5,0%) |
| 692 | 10 de diciembre de 2021  | 490 000 (5,0%) |
| 693 | 13 de diciembre de 2021  | 561 000 (5,6%) |
| 694 | 14 de diciembre de 2021  | 506 000 (5,1%) |
| 695 | 15 de diciembre de 2021  | 585 000 (6,4%) |
| 696 | 16 de diciembre de 2021  | 660 000 (7,2%) |
| 697 | 17 de diciembre de 2021  | 531 000 (5,5%) |
| 698 | 20 de diciembre de 2021  | 588 000 (5,9%) |
| 699 | 21 de diciembre de 2021  | 603 000 (6,1%) |
| 700 | 22 de diciembre de 2021  | 649 000 (6,3%) |
| 701 | 23 de diciembre de 2021  | 516 000 (5,0%) |
| 702 | 27 de diciembre de 2021  | 649 000 (6,0%) |
| 703 | 28 de diciembre de 2021  | 545 000 (5,2%) |
| 704 | 29 de diciembre de 2021  | 523 000 (5,2%) |
| 705 | 30 de diciembre de 2021  | 482 000 (4,9%) |
| 706 | 3 de enero de 2022       | 540 000 (5,4%) |
| 707 | 4 de enero de 2022       | 543 000 (5,2%) |
| 708 | 5 de enero de 2022       | 481 000 (4,5%) |
| 709 | 7 de enero de 2022       | 450 000 (4,3%) |
| 710 | 10 de enero de 2022      | 573 000 (5,4%) |
| 711 | 11 de enero de 2022      | 541 000 (5,5%) |
| 712 | 12 de enero de 2022      | 612 000 (5,8%) |
| 713 | 13 de enero de 2022      | 559 000 (5,4%) |
| 714 | 14 de enero de 2022      | 590 000 (5,5%) |
| 715 | 17 de enero de 2022      | 582 000 (5,5%) |
| 716 | 18 de enero de 2022      | 547 000 (5,3%) |
| 717 | 19 de enero de 2022      | 568 000 (5,5%) |
| 718 | 20 de enero de 2022      | 594 000 (5,6%) |
| 719 | 21 de enero de 2022      | 578 000 (5,5%) |
| 720 | 24 de enero de 2022      | 569 000 (5,3%) |
| 721 | 25 de enero de 2022      | 519 000 (4,9%) |
| 722 | 26 de enero de 2022      | 576 000 (5,7%) |
| 723 | 27 de enero de 2022      | 565 000 (5,7%) |
| 724 | 28 de enero de 2022      | 486 000 (4,8%) |
| 725 | 31 de enero de 2022      | 538 000 (5,2%) |
| 726 | 1 de febrero de 2022     | 501 000 (4,9%) |
| 727 | 2 de febrero de 2022     | 459 000 (4,9%) |
| 728 | 3 de febrero de 2022     | 517 000 (5,2%) |
| 729 | 4 de febrero de 2022     | 560 000 (5,6%) |
| 730 | 7 de febrero de 2022     | 483 000 (5,0%) |
| 731 | 8 de febrero de 2022     | 425 000 (4,5%) |
| 732 | 9 de febrero de 2022     | 493 000 (5,2%) |
| 733 | 10 de febrero de 2022    | 591 000 (6,2%) |
| 734 | 11 de febrero de 2022    | 571 000 (6,0%) |
| 735 | 14 de febrero de 2022    | 554 000 (5,5%) |
| 736 | 15 de febrero de 2022    | 524 000 (5,4%) |
| 737 | 16 de febrero de 2022    | 521 000 (5,4%) |
| 738 | 17 de febrero de 2022    | 639 000 (6,6%) |
| 739 | 18 de febrero de 2022    | 631 000 (6,6%) |
| 740 | 21 de febrero de 2022    | 637 000 (6,6%) |
| 741 | 22 de febrero de 2022    | 618 000 (6,4%) |
| 742 | 23 de febrero de 2022    | 650 000 (6,8%) |
| 743 | 24 de febrero de 2022    | 698 000 (7,0%) |
| 744 | 25 de febrero de 2022    | 714 000 (7,2%) |
| 745 | 28 de febrero de 2022    | 700 000 (7,1%) |
| 746 | 1 de marzo de 2022       | 777 000 (7,8%) |
| 747 | 2 de marzo de 2022       | 627 000 (6,4%) |
| 748 | 3 de marzo de 2022       | 786 000 (7,4%) |
| 749 | 4 de marzo de 2022       | 773 000 (8,0%) |
| 750 | 7 de marzo de 2022       | 732 000 (7,3%) |
| 751 | 8 de marzo de 2022       | 663 000 (6,9%) |
| 752 | 9 de marzo de 2022       | 681 000 (7,3%) |
| 753 | 10 de marzo de 2022      | 629 000 (6,6%) |
| 754 | 11 de marzo de 2022      | 670 000 (6,5%) |
| 755 | 14 de marzo de 2022      | 757 000 (7,0%) |
| 756 | 15 de marzo de 2022      | 715 000 (6,8%) |
| 757 | 16 de marzo de 2022      | 557 000 (5,5%) |
| 758 | 17 de marzo de 2022      | 611 000 (6,1%) |
| 759 | 18 de marzo de 2022      | 598 000 (6,2%) |
| 760 | 21 de marzo de 2022      | 593 000 (5,8%) |
| 761 | 22 de marzo de 2022      | 558 000 (5,6%) |
| 762 | 23 de marzo de 2022      | 586 000 (5,9%) |
| 763 | 24 de marzo de 2022      | 574 000 (5,7%) |
| 764 | 25 de marzo de 2022      | 573 000 (5,8%) |
| 765 | 28 de marzo de 2022      | 575 000 (6,4%) |
| 766 | 29 de marzo de 2022      | 645 000 (7,0%) |
| 767 | 30 de marzo de 2022      | 587 000 (6,2%) |
| 768 | 31 de marzo de 2022      | 586 000 (6,4%) |
| 769 | 1 de abril de 2022       | 470 000 (5,1%) |
| 770 | 4 de abril de 2022       | 583 000 (6,0%) |
| 771 | 5 de abril de 2022       | 592 000 (6,1%) |
| 772 | 6 de abril de 2022       | 495 000 (5,7%) |
| 773 | 7 de abril de 2022       | 507 000 (6,0%) |
| 774 | 8 de abril de 2022       | 510 000 (5,8%) |
| 775 | 11 de abril de 2022      | 547 000 (6,3%) |
| 776 | 12 de abril de 2022      | 457 000 (4,9%) |
| 777 | 13 de abril de 2022      | 441 000 (5,1%) |
| 778 | 18 de abril de 2022      | 471 000 (5,4%) |
| 779 | 19 de abril de 2022      | 494 000 (5,4%) |
| 780 | 20 de abril de 2022      | 470 000 (5,0%) |
| 781 | 21 de abril de 2022      | 410 000 (4,7%) |
| 782 | 22 de abril de 2022      | 565 000 (6,0%) |
| 783 | 25 de abril de 2022      | 404 000 (4,9%) |
| 784 | 26 de abril de 2022      | 437 000 (5,0%) |
| 785 | 27 de abril de 2022      | 525 000 (5,8%) |
| 786 | 28 de abril de 2022      | 635 000 (6,1%) |
| 787 | 29 de abril de 2022      | 396 000 (5,0%) |
| 788 | 2 de mayo de 2022        | 595 000 (5,9%) |
| 789 | 3 de mayo de 2022        | 469 000 (5,1%) |
| 790 | 4 de mayo de 2022        | 460 000 (5,0%) |
| 791 | 5 de mayo de 2022        | 404 000 (4,9%) |
| 792 | 6 de mayo de 2022        | 390 000 (4,8%) |
| 793 | 9 de mayo de 2022        | 405 000 (5,1%) |
| 794 | 10 de mayo de 2022       | 401 000 (5,1%) |
| 795 | 11 de mayo de 2022       | 373 000 (4,8%) |
| 796 | 12 de mayo de 2022       | 398 000 (5,1%) |
| 797 | 13 de mayo de 2022       | 382 000 (4,8%) |
| 798 | 16 de mayo de 2022       | 434 000 (5,1%) |
| 799 | 17 de mayo de 2022       | 437 000 (5,4%) |
| 800 | 18 de mayo de 2022       | 399 000 (5,0%) |
| 801 | 19 de mayo de 2022       | 433 000 (5,4%) |
| 802 | 20 de mayo de 2022       | 392 000 (4,9%) |
| 803 | 23 de mayo de 2022       | 466 000 (5,7%) |
| 804 | 24 de mayo de 2022       | 444 000 (5,3%) |
| 805 | 25 de mayo de 2022       | 423 000 (5,2%) |
| 806 | 26 de mayo de 2022       | 350 000 (4,7%) |
| 807 | 27 de mayo de 2022       | 393 000 (5,2%) |
| 808 | 30 de mayo de 2022       | 466 000 (5,8%) |
| 809 | 31 de mayo de 2022       | 372 000 (4,5%) |
| 810 | 1 de junio de 2022       | 406 000 (5,0%) |
| 811 | 2 de junio de 2022       | 390 000 (5,1%) |
| 812 | 3 de junio de 2022       | 349 000 (4,4%) |
| 813 | 6 de junio de 2022       | 378 000 (4,7%) |
| 814 | 7 de junio de 2022       | 422 000 (5,3%) |
| 815 | 8 de junio de 2022       | 429 000 (5,5%) |
| 816 | 9 de junio de 2022       | 390 000 (4,8%) |
| 817 | 10 de junio de 2022      | 452 000 (5,9%) |
| 818 | 13 de junio de 2022      | 370 000 (4,5%) |
| 819 | 14 de junio de 2022      | 439 000 (5,4%) |
| 820 | 15 de junio de 2022      | 420 000 (5,1%) |
| 821 | 16 de junio de 2022      | 451 000 (5,4%) |
| 822 | 17 de junio de 2022      | 410 000 (5,0%) |
| 823 | 20 de junio de 2022      | 438 000 (5,3%) |
| 824 | 21 de junio de 2022      | 422 000 (5,2%) |
| 825 | 22 de junio de 2022      | 416 000 (5,3%) |
| 826 | 23 de junio de 2022      | 374 000 (4,8%) |
| 827 | 24 de junio de 2022      | 412 000 (5,1%) |
| 828 | 27 de junio de 2022      | 472 000 (5,8%) |
| 829 | 28 de junio de 2022      | 377 000 (4,8%) |
| 830 | 29 de junio de 2022      | 445 000 (5,5%) |
| 831 | 30 de junio de 2022      | 383 000 (4,8%) |
| 832 | 1 de julio de 2022       | 312 000 (4,0%) |
| 833 | 4 de julio de 2022       | 442 000 (5,3%) |
| 834 | 5 de julio de 2022       | 424 000 (5,4%) |
| 835 | 6 de julio de 2022       | 419 000 (5,1%) |
| 836 | 7 de julio de 2022       | 444 000 (5,7%) |
| 837 | 8 de julio de 2022       | 365 000 (4,6%) |
| 838 | 11 de julio de 2022      | 396 000 (4,9%) |
| 839 | 12 de julio de 2022      | 415 000 (5,2%) |
| 840 | 13 de julio de 2022      | 420 000 (5,3%) |
| 841 | 14 de julio de 2022      | 413 000 (4,9%) |
| 842 | 15 de julio de 2022      | 394 000 (4,8%) |
| 843 | 18 de julio de 2022      | 367 000 (4,6%) |
| 844 | 19 de julio de 2022      | 365 000 (4,8%) |
| 845 | 20 de julio de 2022      | 338 000 (4,4%) |
| 846 | 21 de julio de 2022      | 386 000 (4,9%) |
| 847 | 22 de julio de 2022      | 347 000 (4,5%) |
| 848 | 25 de julio de 2022      | 355 000 (4,4%) |
| 849 | 26 de julio de 2022      | 349 000 (4,5%) |
| 850 | 27 de julio de 2022      | 376 000 (5,1%) |
| 851 | 28 de julio de 2022      | 441 000 (5,9%) |
| 852 | 29 de julio de 2022      | 365 000 (4,8%) |
| 853 | 1 de agosto de 2022      | 314 000 (4,0%) |
| 854 | 2 de agosto de 2022      | 325 000 (4,2%) |
| 855 | 3 de agosto de 2022      | 387 000 (5,2%) |
| 856 | 4 de agosto de 2022      | 341 000 (4,5%) |
| 857 | 5 de agosto de 2022      | 333 000 (4,4%) |
| 858 | 8 de agosto de 2022      | 341 000 (4,8%) |
| 859 | 10 de agosto de 2022     | 294 000 (4,1%) |
| 860 | 11 de agosto de 2022     | 415 000 (5,6%) |
| 861 | 12 de agosto de 2022     | 344 000 (4,8%) |
| 862 | 16 de agosto de 2022     | 309 000 (4,1%) |
| 863 | 17 de agosto de 2022     | 308 000 (4,2%) |
| 864 | 18 de agosto de 2022     | 291 000 (4,1%) |
| 865 | 19 de agosto de 2022     | 282 000 (4,1%) |
| 866 | 22 de agosto de 2022     | 308 000 (4,2%) |
| 867 | 23 de agosto de 2022     | 307 000 (4,2%) |
| 868 | 24 de agosto de 2022     | 317 000 (4,4%) |
| 869 | 25 de agosto de 2022     | 294 000 (4,1%) |
| 870 | 26 de agosto de 2022     | 316 000 (4,4%) |
| 871 | 29 de agosto de 2022     | 337 000 (4,6%) |
| 872 | 30 de agosto de 2022     | 292 000 (3,9%) |
| 873 | 31 de agosto de 2022     | 345 000 (4,4%) |
| 874 | 1 de septiembre de 2022  | 338 000 (4,7%) |
| 875 | 2 de septiembre de 2022  | 323 000 (4,4%) |

### Temporada 5 (2022-2023)
| 876  | 5 de septiembre de 2022  | 328 000 (4,4%) |
| 877  | 6 de septiembre de 2022  | 278 000 (3,7%) |
| 878  | 7 de septiembre de 2022  | 405 000 (5,5%) |
| 879  | 8 de septiembre de 2022  | 429 000 (5,6%) |
| 880  | 9 de septiembre de 2022  | 362 000 (4,9%) |
| 881  | 12 de septiembre de 2022 | 327 000 (4,2%) |
| 882  | 13 de septiembre de 2022 | 479 000 (5,9%) |
| 883  | 14 de septiembre de 2022 | 321 000 (4,3%) |
| 884  | 15 de septiembre de 2022 | 394 000 (5,3%) |
| 885  | 16 de septiembre de 2022 | 270 000 (4,0%) |
| 886  | 19 de septiembre de 2022 | 334 000 (4,5%) |
| 887  | 20 de septiembre de 2022 | 315 000 (4,3%) |
| 888  | 21 de septiembre de 2022 | 365 000 (5,0%) |
| 889  | 22 de septiembre de 2022 | 355 000 (4,9%) |
| 890  | 23 de septiembre de 2022 | 366 000 (4,9%) |
| 891  | 26 de septiembre de 2022 | 367 000 (4,6%) |
| 892  | 27 de septiembre de 2022 | 363 000 (4,7%) |
| 893  | 28 de septiembre de 2022 | 357 000 (4,5%) |
| 894  | 29 de septiembre de 2022 | 390 000 (4,7%) |
| 895  | 30 de septiembre de 2022 | 284 000 (3,7%) |
| 896  | 3 de octubre de 2022     | 359 000 (4,8%) |
| 897  | 4 de octubre de 2022     | 324 000 (4,5%) |
| 898  | 5 de octubre de 2022     | 327 000 (4,4%) |
| 899  | 6 de octubre de 2022     | 340 000 (4,5%) |
| 900  | 7 de octubre de 2022     | 317 000 (4,1%) |
| 901  | 10 de octubre de 2022    | 404 000 (5,0%) |
| 902  | 11 de octubre de 2022    | 388 000 (4,9%) |
| 903  | 13 de octubre de 2022    | 360 000 (4,8%) |
| 904  | 14 de octubre de 2022    | 297 000 (4,1%) |
| 905  | 17 de octubre de 2022    | 429 000 (5,5%) |
| 906  | 18 de octubre de 2022    | 396 000 (4,7%) |
| 907  | 19 de octubre de 2022    | 401 000 (4,9%) |
| 908  | 20 de octubre de 2022    | 403 000 (4,8%) |
| 909  | 21 de octubre de 2022    | 315 000 (3,8%) |
| 910  | 24 de octubre de 2022    | 318 000 (3,9%) |
| 911  | 25 de octubre de 2022    | 314 000 (4,0%) |
| 912  | 26 de octubre de 2022    | 343 000 (4,3%) |
| 913  | 27 de octubre de 2022    | 335 000 (4,1%) |
| 914  | 28 de octubre de 2022    | 222 000 (2,9%) |
| 915  | 31 de octubre de 2022    | 330 000 (3,7%) |
| 916  | 2 de noviembre de 2022   | 310 000 (3,6%) |
| 917  | 3 de noviembre de 2022   | 412 000 (4,7%) |
| 918  | 4 de noviembre de 2022   | 397 000 (4,5%) |
| 919  | 7 de noviembre de 2022   | 388 000 (4,4%) |
| 920  | 8 de noviembre de 2022   | 417 000 (4,6%) |
| 921  | 9 de noviembre de 2022   | 369 000 (4,1%) |
| 922  | 10 de noviembre de 2022  | 355 000 (4,1%) |
| 923  | 11 de noviembre de 2022  | 377 000 (4,2%) |
| 924  | 14 de noviembre de 2022  | 409 000 (4,4%) |
| 925  | 15 de noviembre de 2022  | 368 000 (4,1%) |
| 926  | 16 de noviembre de 2022  | 491 000 (5,4%) |
| 927  | 17 de noviembre de 2022  | 442 000 (4,6%) |
| 928  | 18 de noviembre de 2022  | 461 000 (5,0%) |
| 929  | 21 de noviembre de 2022  | 517 000 (5,2%) |
| 930  | 22 de noviembre de 2022  | 463 000 (4,7%) |
| 931  | 23 de noviembre de 2022  | 335 000 (2,8%) |
| 932  | 24 de noviembre de 2022  | 366 000 (3,8%) |
| 933  | 25 de noviembre de 2022  | 407 000 (4,6%) |
| 934  | 28 de noviembre de 2022  | 446 000 (4,6%) |
| 935  | 29 de noviembre de 2022  | 366 000 (4,0%) |
| 936  | 30 de noviembre de 2022  | 420 000 (4,5%) |
| 937  | 1 de diciembre de 2022   | 382 000 (3,8%) |
| 938  | 2 de diciembre de 2022   | 296 000 (3,2%) |
| 939  | 5 de diciembre de 2022   | 380 000 (3,6%) |
| 940  | 7 de diciembre de 2022   | 423 000 (4,7%) |
| 941  | 9 de diciembre de 2022   | 435 000 (4,4%) |
| 942  | 12 de diciembre de 2022  | 434 000 (4,6%) |
| 943  | 13 de diciembre de 2022  | 447 000 (4,6%) |
| 944  | 14 de diciembre de 2022  | 437 000 (4,7%) |
| 945  | 15 de diciembre de 2022  | 418 000 (4,6%) |
| 946  | 16 de diciembre de 2022  | 374 000 (4,1%) |
| 947  | 19 de diciembre de 2022  | 451 000 (4,9%) |
| 948  | 20 de diciembre de 2022  | 392 000 (4,2%) |
| 949  | 21 de diciembre de 2022  | 365 000 (4,1%) |
| 950  | 22 de diciembre de 2022  | 423 000 (4,8%) |
| 951  | 23 de diciembre de 2022  | 391 000 (4,6%) |
| 952  | 27 de diciembre de 2022  | 392 000 (4,2%) |
| 953  | 28 de diciembre de 2022  | 444 000 (4,7%) |
| 954  | 29 de diciembre de 2022  | 431 000 (4,5%) |
| 955  | 30 de diciembre de 2022  | 387 000 (4,2%) |
| 956  | 2 de enero de 2023       | 481 000 (4,8%) |
| 957  | 3 de enero de 2023       | 420 000 (4,5%) |
| 958  | 4 de enero de 2023       | 481 000 (5,4%) |
| 959  | 5 de enero de 2023       | 338 000 (4,1%) |
| 960  | 9 de enero de 2023       | 394 000 (4,3%) |
| 961  | 10 de enero de 2023      | 467 000 (5,1%) |
| 962  | 11 de enero de 2023      | 444 000 (4,8%) |
| 963  | 12 de enero de 2023      | 488 000 (5,3%) |
| 964  | 13 de enero de 2023      | 448 000 (4,9%) |
| 965  | 16 de enero de 2023      | 520 000 (5,3%) |
| 966  | 17 de enero de 2023      | 477 000 (4,7%) |
| 967  | 18 de enero de 2023      | 553 000 (5,5%) |
| 968  | 20 de enero de 2023      | 507 000 (5,3%) |
| 969  | 23 de enero de 2023      | 456 000 (4,5%) |
| 970  | 24 de enero de 2023      | 498 000 (5,2%) |
| 971  | 25 de enero de 2023      | 465 000 (4,7%) |
| 972  | 26 de enero de 2023      | 415 000 (4,3%) |
| 973  | 27 de enero de 2023      | 436 000 (4,5%) |
| 974  | 30 de enero de 2023      | 457 000 (4,8%) |
| 975  | 31 de enero de 2023      | 408 000 (4,4%) |
| 976  | 1 de febrero de 2023     | 489 000 (5,1%) |
| 977  | 2 de febrero de 2023     | 413 000 (4,4%) |
| 978  | 3 de febrero de 2023     | 417 000 (4,6%) |
| 979  | 6 de febrero de 2023     | 469 000 (4,8%) |
| 980  | 7 de febrero de 2023     | 483 000 (4,8%) |
| 981  | 8 de febrero de 2023     | 477 000 (5,0%) |
| 982  | 9 de febrero de 2023     | 480 000 (5,1%) |
| 983  | 10 de febrero de 2023    | 376 000 (4,1%) |
| 984  | 13 de febrero de 2023    | 470 000 (5,0%) |
| 985  | 14 de febrero de 2023    | 463 000 (4,9%) |
| 986  | 15 de febrero de 2023    | 428 000 (4,7%) |
| 987  | 16 de febrero de 2023    | 405 000 (4,4%) |
| 988  | 17 de febrero de 2023    | 400 000 (4,5%) |
| 989  | 20 de febrero de 2023    | 380 000 (4,1%) |
| 990  | 21 de febrero de 2023    | 410 000 (4,5%) |
| 991  | 22 de febrero de 2023    | 381 000 (4,3%) |
| 992  | 23 de febrero de 2023    | 445 000 (4,7%) |
| 993  | 24 de febrero de 2023    | 399 000 (4,3%) |
| 994  | 27 de febrero de 2023    | 465 000 (4,9%) |
| 995  | 28 de febrero de 2023    | 372 000 (4,0%) |
| 996  | 1 de marzo de 2023       | 512 000 (5,5%) |
| 997  | 2 de marzo de 2023       | 424 000 (4,6%) |
| 998  | 3 de marzo de 2023       | 410 000 (4,7%) |
| 999  | 6 de marzo de 2023       | 451 000 (4,8%) |
| 1000 | 7 de marzo de 2023       | 403 000 (4,5%) |
| 1001 | 8 de marzo de 2023       | 378 000 (4,3%) |
| 1002 | 10 de marzo de 2023      | 360 000 (4,4%) |
| 1003 | 13 de marzo de 2023      | 418 000 (4,8%) |
| 1004 | 14 de marzo de 2023      | 392 000 (4,7%) |
| 1005 | 15 de marzo de 2023      | 373 000 (4,8%) |
| 1006 | 16 de marzo de 2023      | 412 000 (5,0%) |
| 1007 | 17 de marzo de 2023      | 356 000 (4,2%) |
| 1008 | 20 de marzo de 2023      | 350 000 (4,1%) |
| 1009 | 21 de marzo de 2023      | 341 000 (4,2%) |
| 1010 | 22 de marzo de 2023      | 369 000 (4,5%) |
| 1011 | 23 de marzo de 2023      | 374 000 (4,5%) |
| 1012 | 24 de marzo de 2023      | 320 000 (4,0%) |
| 1013 | 27 de marzo de 2023      | 392 000 (5,1%) |
| 1014 | 28 de marzo de 2023      | 349 000 (4,7%) |
| 1015 | 29 de marzo de 2023      | 322 000 (4,2%) |
| 1016 | 30 de marzo de 2023      | 385 000 (5,0%) |
| 1017 | 31 de marzo de 2023      | 284 000 (3,7%) |
| 1018 | 3 de abril de 2023       | 328 000 (4,2%) |
| 1019 | 4 de abril de 2023       | 341 000 (4,4%) |
| 1020 | 5 de abril de 2023       | 280 000 (3,9%) |
| 1021 | 6 de abril de 2023       | 348 000 (4,3%) |
| 1022 | 10 de abril de 2023      | 283 000 (3,6%) |
| 1023 | 11 de abril de 2023      | 341 000 (4,6%) |
| 1024 | 12 de abril de 2023      | 311 000 (3,9%) |
| 1025 | 14 de abril de 2023      | 316 000 (4,0%) |
| 1026 | 17 de abril de 2023      | 334 000 (4,4%) |
| 1027 | 18 de abril de 2023      | 327 000 (4,3%) |
| 1028 | 19 de abril de 2023      | 340 000 (4,7%) |
| 1029 | 20 de abril de 2023      | 284 000 (3,8%) |
| 1030 | 21 de abril de 2023      | 309 000 (4,1%) |
| 1031 | 24 de abril de 2023      | 316 000 (4,2%) |
| 1032 | 25 de abril de 2023      | 325 000 (4,3%) |
| 1033 | 26 de abril de 2023      | 397 000 (5,4%) |
| 1034 | 27 de abril de 2023      | 310 000 (4,2%) |
| 1035 | 28 de abril de 2023      | 268 000 (3,7%) |
| 1036 | 2 de mayo de 2023        | 309 000 (4,0%) |
| 1037 | 3 de mayo de 2023        | 275 000 (3,8%) |
| 1038 | 4 de mayo de 2023        | 286 000 (3,9%) |
| 1039 | 5 de mayo de 2023        | 272 000 (3,7%) |
| 1040 | 8 de mayo de 2023        | 359 000 (4,8%) |
| 1041 | 9 de mayo de 2023        | 307 000 (4,0%) |
| 1042 | 10 de mayo de 2023       | 274 000 (3,7%) |
| 1045 | 11 de mayo de 2023       | 303 000 (4,0%) |
| 1046 | 12 de mayo de 2023       | 301 000 (3,7%) |
| 1047 | 15 de mayo de 2023       | 318 000 (3,9%) |
| 1048 | 16 de mayo de 2023       | 303 000 (3,9%) |
| 1049 | 17 de mayo de 2023       | 333 000 (4,3%) |
| 1050 | 18 de mayo de 2023       | 309 000 (3,9%) |
| 1051 | 19 de mayo de 2023       | 324 000 (4,0%) |
| 1052 | 22 de mayo de 2023       | 353 000 (4,2%) |
| 1053 | 23 de mayo de 2023       | 335 000 (4,0%) |
| 1054 | 24 de mayo de 2023       | 304 000 (3,8%) |
| 1055 | 25 de mayo de 2023       | 325 000 (4,0%) |
| 1056 | 26 de mayo de 2023       | 311 000 (3,9%) |
| 1057 | 29 de mayo de 2023       | 517 000 (6,2%) |
| 1058 | 30 de mayo de 2023       | 367 000 (4,4%) |
| 1059 | 31 de mayo de 2023       | 353 000 (4,5%) |
| 1060 | 1 de junio de 2023       | 407 000 (5,2%) |
| 1061 | 2 de junio de 2023       | 319 000 (4,1%) |
| 1062 | 5 de junio de 2023       | 350 000 (4,4%) |
| 1063 | 6 de junio de 2023       | 333 000 (4,2%) |
| 1064 | 7 de junio de 2023       | 359 000 (4,4%) |
| 1065 | 8 de junio de 2023       | 364 000 (4,7%) |
| 1066 | 9 de junio de 2023       | 319 000 (4,1%) |
| 1067 | 12 de junio de 2023      | 339 000 (4,4%) |
| 1068 | 13 de junio de 2023      | 323 000 (3,9%) |
| 1069 | 14 de junio de 2023      | 302 000 (4,2%) |
| 1070 | 15 de junio de 2023      | 328 000 (4,4%) |
| 1071 | 16 de junio de 2023      | 382 000 (5,2%) |
| 1072 | 19 de junio de 2023      | 348 000 (4,5%) |
| 1073 | 20 de junio de 2023      | 317 000 (4,2%) |
| 1074 | 21 de junio de 2023      | 363 000 (4,8%) |
| 1075 | 22 de junio de 2023      | 333 000 (4,6%) |
| 1076 | 23 de junio de 2023      | 326 000 (4,3%) |
| 1077 | 26 de junio de 2023      | 364 000 (4,8%) |
| 1078 | 27 de junio de 2023      | 323 000 (4,2%) |
| 1079 | 28 de junio de 2023      | 310 000 (4,2%) |
| 1080 | 29 de junio de 2023      | 373 000 (4,9%) |
| 1081 | 30 de junio de 2023      | 302 000 (4,2%) |
| 1082 | 3 de julio de 2023       | 364 000 (4,8%) |
| 1083 | 4 de julio de 2023       | 389 000 (5,4%) |
| 1084 | 5 de julio de 2023       | 433 000 (5,9%) |
| 1085 | 6 de julio de 2023       | 368 000 (5,1%) |
| 1086 | 7 de julio de 2023       | 309 000 (4,1%) |
| 1087 | 10 de julio de 2023      | 428 000 (5,6%) |
| 1088 | 11 de julio de 2023      | 429 000 (5,5%) |
| 1089 | 12 de julio de 2023      | 408 000 (5,2%) |
| 1090 | 13 de julio de 2023      | 402 000 (5,3%) |
| 1091 | 14 de julio de 2023      | 430 000 (5,5%) |
| 1092 | 17 de julio de 2023      | 414 000 (5,3%) |
| 1093 | 18 de julio de 2023      | 430 000 (5,5%) |
| 1094 | 19 de julio de 2023      | 411 000 (5,5%) |
| 1095 | 20 de julio de 2023      | 320 000 (4,3%) |
| 1096 | 21 de julio de 2023      | 344 000 (4,6%) |
| 1097 | 24 de julio de 2023      | 481 000 (6,2%) |
| 1098 | 25 de julio de 2023      | 399 000 (5,2%) |
| 1099 | 26 de julio de 2023      | 367 000 (5,1%) |
| 1100 | 27 de julio de 2023      | 465 000 (6,2%) |
| 1101 | 28 de julio de 2023      | 379 000 (5,4%) |
| 1102 | 31 de julio de 2023      | 375 000 (4,9%) |
| 1103 | 1 de agosto de 2023      | 419 000 (5,6%) |
| 1104 | 2 de agosto de 2023      | 389 000 (5,2%) |
| 1105 | 3 de agosto de 2023      | 360 000 (4,9%) |
| 1106 | 4 de agosto de 2023      | 344 000 (4,8%) |
| 1107 | 7 de agosto de 2023      | 321 000 (4,5%) |
| 1108 | 8 de agosto de 2023      | 374 000 (5,2%) |
| 1109 | 9 de agosto de 2023      | 444 000 (5,9%) |
| 1110 | 10 de agosto de 2023     | 376 000 (5,0%) |
| 1111 | 11 de agosto de 2023     | 420 000 (5,6%) |
| 1112 | 14 de agosto de 2023     | 399 000 (5,8%) |
| 1113 | 16 de agosto de 2023     | 323 000 (4,5%) |
| 1114 | 17 de agosto de 2023     | 325 000 (4,4%) |
| 1115 | 18 de agosto de 2023     | 384 000 (5,3%) |
| 1116 | 21 de agosto de 2023     | 459 000 (6,2%) |
| 1117 | 22 de agosto de 2023     | 400 000 (5,2%) |
| 1118 | 23 de agosto de 2023     | 446 000 (6,0%) |
| 1119 | 24 de agosto de 2023     | 397 000 (5,2%) |
| 1120 | 25 de agosto de 2023     | 417 000 (5,4%) |
| 1121 | 28 de agosto de 2023     | 352 000 (4,6%) |
| 1122 | 29 de agosto de 2023     | 421 000 (5,6%) |
| 1124 | 31 de agosto de 2023     | 318 000 (4,3%) |
| 1125 | 1 de septiembre de 2023  | 375 000 (5,2%) |
| 1126 | 4 de septiembre de 2023  | 386 000 (5,2%) |
| 1127 | 5 de septiembre de 2023  | 315 000 (4,4%) |
| 1128 | 6 de septiembre de 2023  | 342 000 (4,6%) |
| 1129 | 7 de septiembre de 2023  | 327 000 (4,5%) |
| 1130 | 8 de septiembre de 2023  | 294 000 (3,6%) |

### Temporada 6 (2023-2024)
| 1131 | 11 de septiembre de 2023 | 337 000 (4,3%) |
| 1132 | 12 de septiembre de 2023 | 434 000 (5,7%) |
| 1133 | 13 de septiembre de 2023 | 381 000 (5,2%) |
| 1134 | 14 de septiembre de 2023 | 336 000 (4,6%) |
| 1135 | 15 de septiembre de 2023 | 350 000 (4,5%) |
| 1136 | 18 de septiembre de 2023 | 329 000 (4,4%) |
| 1137 | 19 de septiembre de 2023 | 296 000 (3,6%) |
| 1138 | 20 de septiembre de 2023 | 359 000 (4,8%) |
| 1139 | 22 de septiembre de 2023 | 337 000 (4,3%) |
| 1140 | 25 de septiembre de 2023 | 318 000 (4,5%) |
| 1141 | 26 de septiembre de 2023 | 228 000 (3,1%) |
| 1142 | 27 de septiembre de 2023 | 365 000 (4,9%) |
| 1143 | 28 de septiembre de 2023 | 304 000 (4,3%) |
| 1144 | 29 de septiembre de 2023 | 339 000 (4,8%) |
| 1145 | 2 de octubre de 2023     | 329 000 (4,6%) |
| 1146 | 3 de octubre de 2023     | 337 000 (4,6%) |
| 1147 | 4 de octubre de 2023     | 264 000 (3,8%) |
| 1148 | 6 de octubre de 2023     | 270 000 (3,9%) |
| 1149 | 9 de octubre de 2023     | 341 000 (4,7%) |
| 1150 | 10 de octubre de 2023    | 278 000 (3,9%) |
| 1151 | 11 de octubre de 2023    | 237 000 (3,4%) |
| 1152 | 13 de octubre de 2023    | 267 000 (3,6%) |
| 1153 | 16 de octubre de 2023    | 323 000 (4,1%) |
| 1154 | 17 de octubre de 2023    | 285 000 (3,5%) |
| 1155 | 18 de octubre de 2023    | 338 000 (4,4%) |
| 1156 | 19 de octubre de 2023    | 346 000 (4,0%) |
| 1157 | 20 de octubre de 2023    | 282 000 (3,5%) |
| 1158 | 23 de octubre de 2023    | 400 000 (4,9%) |
| 1159 | 24 de octubre de 2023    | 324 000 (4,0%) |
| 1160 | 25 de octubre de 2023    | 320 000 (4,0%) |
| 1161 | 27 de octubre de 2023    | 308 000 (3,9%) |
| 1162 | 30 de octubre de 2023    | 370 000 (4,4%) |
| 1163 | 31 de octubre de 2023    | 317 000 (3,9%) |
| 1164 | 2 de noviembre de 2023   | 342 000 (3,8%) |
| 1165 | 3 de noviembre de 2023   | 357 000 (4,0%) |
| 1166 | 6 de noviembre de 2023   | 333 000 (4,0%) |
| 1167 | 7 de noviembre de 2023   | 333 000 (3,7%) |
| 1168 | 8 de noviembre de 2023   | 361 000 (4,2%) |
| 1169 | 9 de noviembre de 2023   | 419 000 (4,8%) |
| 1170 | 10 de noviembre de 2023  | 366 000 (4,3%) |
| 1171 | 13 de noviembre de 2023  | 371 000 (4,4%) |
| 1172 | 14 de noviembre de 2023  | 310 000 (3,6%) |
| 1173 | 15 de noviembre de 2023  | 399 000 (4,4%) |
| 1174 | 16 de noviembre de 2023  | 341 000 (3,8%) |
| 1175 | 17 de noviembre de 2023  | 378 000 (4,4%) |
| 1176 | 20 de noviembre de 2023  | 338 000 (3,8%) |
| 1177 | 21 de noviembre de 2023  | 399 000 (4,5%) |
| 1178 | 22 de noviembre de 2023  | 391 000 (4,4%) |
| 1179 | 23 de noviembre de 2023  | 404 000 (4,5%) |
| 1180 | 24 de noviembre de 2023  | 311 000 (3,6%) |
| 1181 | 27 de noviembre de 2023  | 374 000 (4,3%) |
| 1182 | 28 de noviembre de 2023  | 400 000 (4,6%) |
| 1183 | 29 de noviembre de 2023  | 306 000 (3,5%) |
| 1184 | 30 de noviembre de 2023  | 413 000 (4,4%) |
| 1185 | 1 de diciembre de 2023   | 373 000 (4,2%) |
| 1186 | 4 de diciembre de 2023   | 335 000 (3,7%) |
| 1187 | 5 de diciembre de 2023   | 384 000 (4,2%) |
| 1188 | 7 de diciembre de 2023   | 326 000 (3,7%) |
| 1189 | 11 de diciembre de 2023  | 308 000 (3,6%) |
| 1190 | 12 de diciembre de 2023  | 286 000 (3,3%) |
| 1191 | 13 de diciembre de 2023  | 367 000 (4,2%) |
| 1192 | 15 de diciembre de 2023  | 293 000 (3,4%) |
| 1193 | 18 de diciembre de 2023  | 324 000 (3,8%) |
| 1194 | 19 de diciembre de 2023  | 341 000 (4,0%) |
| 1195 | 20 de diciembre de 2023  | 325 000 (3,7%) |
| 1196 | 21 de diciembre de 2023  | 353 000 (4,1%) |
| 1197 | 22 de diciembre de 2023  | 268 000 (3,2%) |
| 1198 | 27 de diciembre de 2023  | 398 000 (4,2%) |
| 1199 | 28 de diciembre de 2023  | 364 000 (3,9%) |
| 1200 | 29 de diciembre de 2023  | 286 000 (3,3%) |
| 1201 | 2 de enero de 2024       | 321 000 (3,4%) |
| 1202 | 3 de enero de 2024       | 353 000 (3,8%) |
| 1203 | 4 de enero de 2024       | 362 000 (4,1%) |
| 1204 | 5 de enero de 2024       | 264 000 (3,0%) |
| 1205 | 8 de enero de 2024       | 381 000 (4,1%) |
| 1206 | 9 de enero de 2024       | 366 000 (3,9%) |
| 1207 | 10 de enero de 2024      | 372 000 (4,0%) |
| 1208 | 11 de enero de 2024      | 394 000 (4,4%) |
| 1209 | 12 de enero de 2024      | 341 000 (3,9%) |
| 1210 | 15 de enero de 2024      | 379 000 (4,2%) |
| 1211 | 16 de enero de 2024      | 270 000 (3,0%) |
| 1212 | 17 de enero de 2024      | 421 000 (4,6%) |
| 1213 | 18 de enero de 2024      | 314 000 (3,5%) |
| 1214 | 19 de enero de 2024      | 387 000 (4,1%) |
| 1215 | 22 de enero de 2024      | 315 000 (3,5%) |
| 1216 | 23 de enero de 2024      | 379 000 (4,5%) |
| 1217 | 24 de enero de 2024      | 281 000 (3,4%) |
| 1218 | 25 de enero de 2024      | 325 000 (3,9%) |
| 1219 | 26 de enero de 2024      | 283 000 (3,4%) |
| 1220 | 29 de enero de 2024      | 321 000 (3,7%) |
| 1221 | 30 de enero de 2024      | 373 000 (4,4%) |
| 1222 | 31 de enero de 2024      | 315 000 (3,8%) |
| 1223 | 1 de febrero de 2024     | 302 000 (3,7%) |
| 1224 | 2 de febrero de 2024     | 331 000 (4,2%) |
| 1225 | 5 de febrero de 2024     | 329 000 (3,9%) |
| 1226 | 6 de febrero de 2024     | 402 000 (4,7%) |
| 1227 | 7 de febrero de 2024     | 389 000 (4,4%) |
| 1228 | 8 de febrero de 2024     | 369 000 (4,2%) |
| 1229 | 9 de febrero de 2024     | 406 000 (4,3%) |
| 1230 | 12 de febrero de 2024    | 348 000 (4,0%) |
| 1231 | 13 de febrero de 2024    | 292 000 (3,5%) |
| 1232 | 14 de febrero de 2024    | 305 000 (3,9%) |
| 1233 | 16 de febrero de 2024    | 282 000 (3,4%) |
| 1234 | 19 de febrero de 2024    | 308 000 (3,8%) |
| 1235 | 20 de febrero de 2024    | 269 000 (3,5%) |
| 1236 | 21 de febrero de 2024    | 363 000 (4,5%) |
| 1237 | 23 de febrero de 2024    | 432 000 (4,7%) |
| 1238 | 26 de febrero de 2024    | 367 000 (4,1%) |
| 1239 | 27 de febrero de 2024    | 279 000 (3,3%) |
| 1240 | 28 de febrero de 2024    | 308 000 (3,6%) |
| 1241 | 29 de febrero de 2024    | 383 000 (4,7%) |
| 1242 | 1 de marzo de 2024       | 386 000 (4,6%) |
| 1243 | 4 de marzo de 2024       | 322 000 (3,8%) |
| 1244 | 5 de marzo de 2024       | 278 000 (3,6%) |
| 1245 | 6 de marzo de 2024       | 383 000 (4,9%) |
| 1246 | 8 de marzo de 2024       | 336 000 (3,8%) |
| 1247 | 11 de marzo de 2024      | 371 000 (4,6%) |
| 1248 | 12 de marzo de 2024      | 289 000 (3,8%) |
| 1249 | 13 de marzo de 2024      | 324 000 (4,1%) |
| 1250 | 14 de marzo de 2024      | 296 000 (3,7%) |
| 1251 | 15 de marzo de 2024      | 277 000 (3,6%) |
| 1252 | 18 de marzo de 2024      | 323 000 (4,2%) |
| 1253 | 19 de marzo de 2024      | 304 000 (4,1%) |
| 1254 | 20 de marzo de 2024      | 354 000 (4,4%) |
| 1255 | 21 de marzo de 2024      | 336 000 (4,4%) |
| 1256 | 22 de marzo de 2024      | 214 000 (2,8%) |
| 1257 | 25 de marzo de 2024      | 304 000 (3,5%) |
| 1258 | 26 de marzo de 2024      | 328 000 (3,8%) |
| 1259 | 27 de marzo de 2024      | 285 000 (3,4%) |
| 1260 | 28 de marzo de 2024      | 340 000 (3,7%) |
| 1261 | 1 de abril de 2024       | 307 000 (3,7%) |
| 1262 | 2 de abril de 2024       | 292 000 (3,8%) |
| 1263 | 3 de abril de 2024       | 263 000 (3,7%) |
| 1264 | 4 de abril de 2024       | 232 000 (3,4%) |
| 1265 | 5 de abril de 2024       | 209 000 (3,0%) |